# Románico richardsoniano

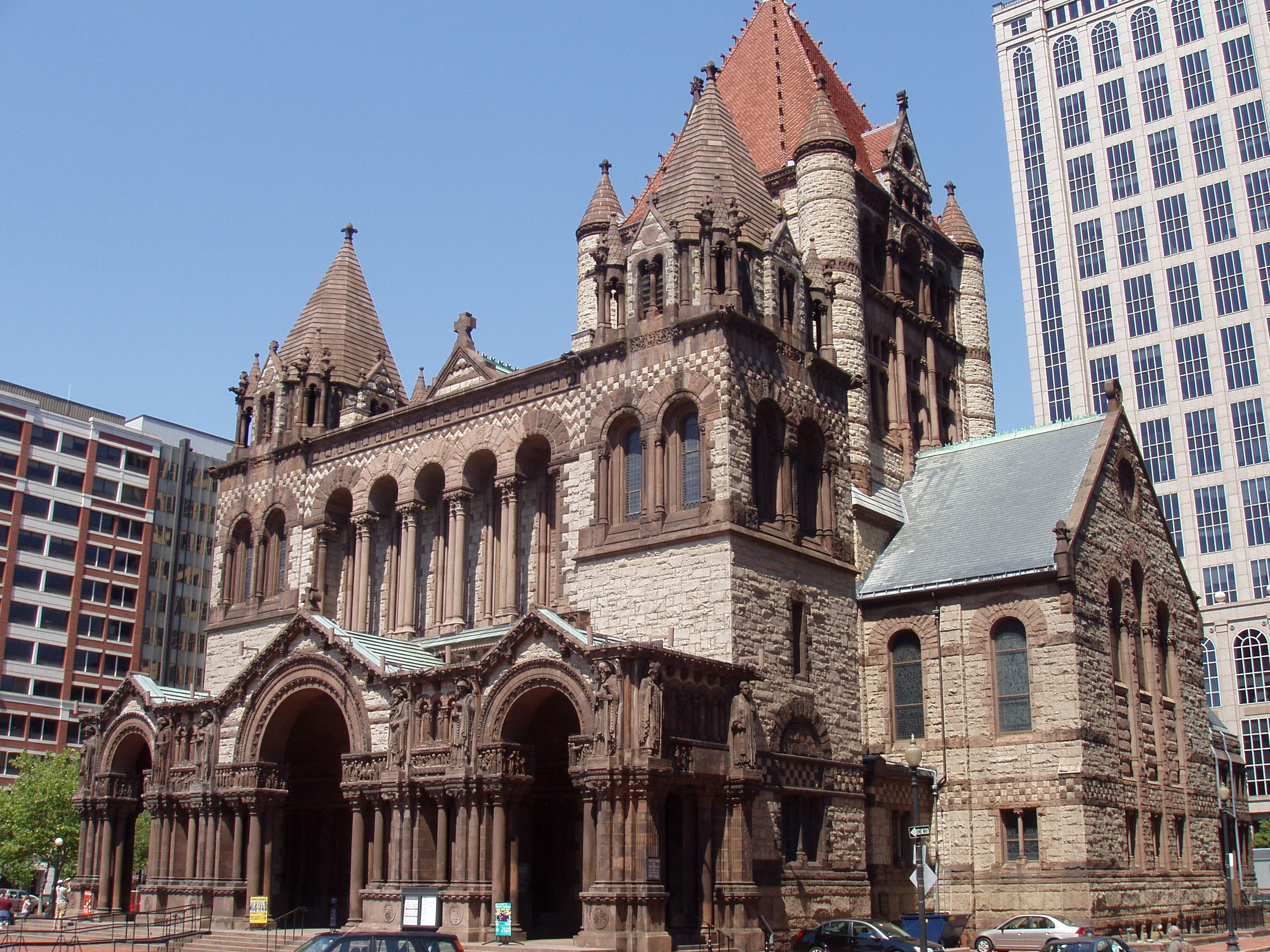
Iglesia de la Trinidad de Boston, un ejemplo del estilo románico richardsoniano.

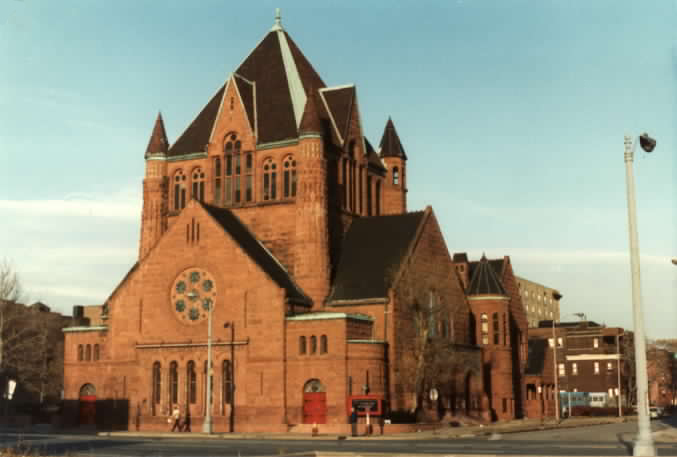
El románico richardsoniano tiene características de la arquitectura románica francesa y española, como puede observarse en la Primera Iglesia Presbiteriana (Detroit, Míchigan), de los arquitectos George D. Mason y Zachariah Rice en 1891.

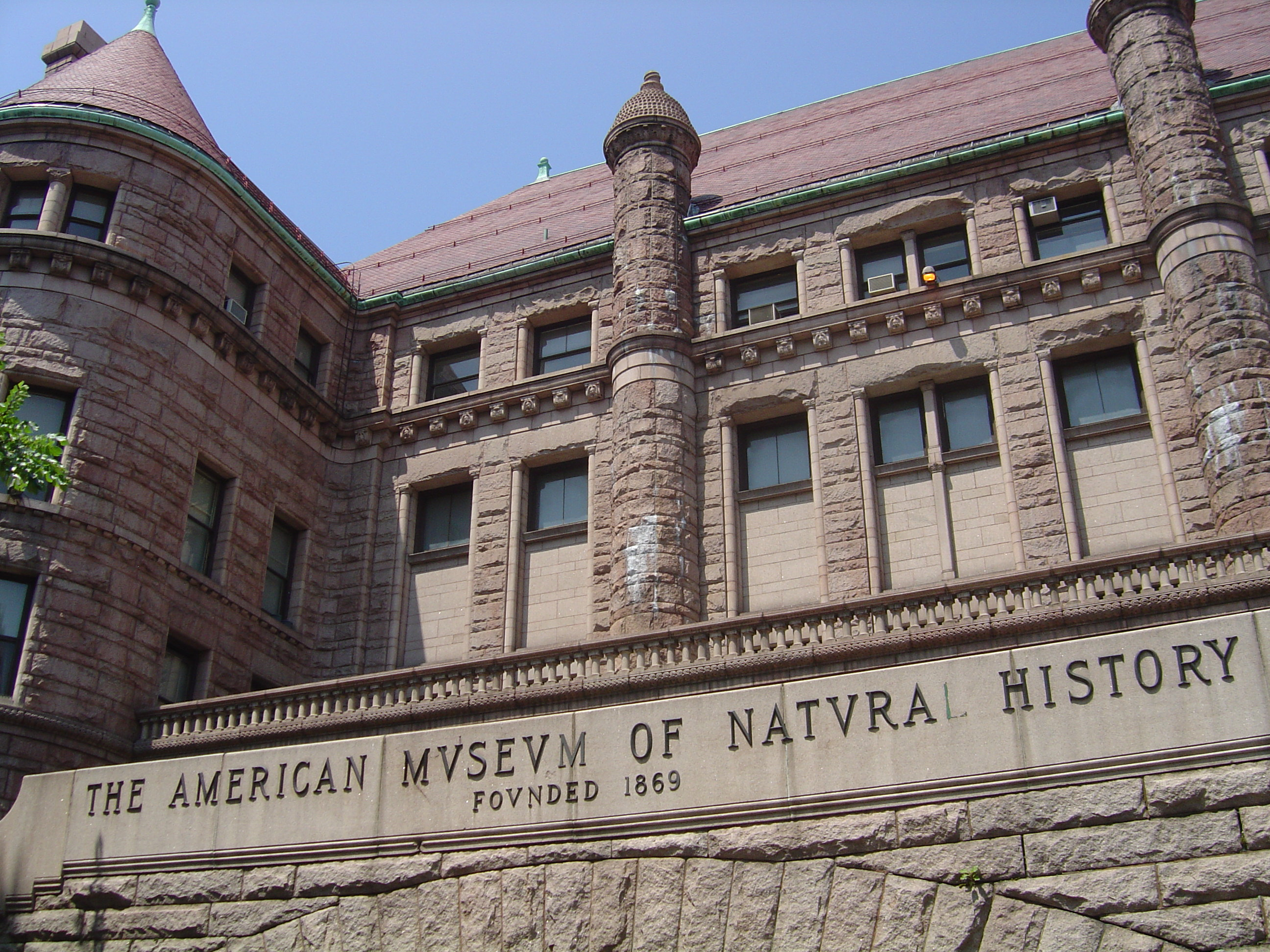
Detalle de la fachada sur del Museo Americano de Historia Natural en la calle 77 oeste.

El románico richardsoniano (del inglés: Richardsonian Romanesque) es un estilo de arquitectura historicista que se desarrolló en los Estados Unidos a finales del siglo XIX, una variante de la arquitectura neorrománica que toma su nombre del arquitecto estadounidense Henry Hobson Richardson (1838–1886). Su obra maestra es la Trinity Church, Boston (1872-1877), que se encuentra incluida en el Registro Nacional de Lugares Históricos desde el 1 de julio de 1970 y es un Hito Histórico Nacional desde el 30 de diciembre del mismo año.
Richardson utilizó por primera vez elementos del estilo en el Asilo Estatal de Buffalo para Enfermos Mentales, en el estado de Nueva York, diseñado en 1870.

## Historia y desarrollo
Henry Richardson había completado sus estudios en París en la afamada Escuela de Bellas Artes (École nationale supérieure des beaux-arts), aunque no pudo terminar sus estudios debido a las dificultades financieras de su familia durante la guerra civil estadounidense. Fue el segundo ciudadano estadounidense que estudió allí, tras Richard Morris Hunt. Esta escuela tendría cada vez más influencia en la formación de los norteamericanos en las siguientes décadas.
Richardson regresó a los Estados Unidos en 1865. El estilo favorito de Richardson no era el clásico de la École, sino uno más inspirado por la arquitectura medieval, influenciada por William Morris, John Ruskin y otros. Richardson desarrolló un lenguaje único, adaptando la arquitectura románica del sur de Francia. En 1869 diseñó el Asilo Estatal de Buffalo para Enfermos Mentales, renombrado como H. H. Richardson Complex, el mayor encargo de su carrera y la primera aparición de su estilo neorrománico. Este estilo historicista incorpora características del románico desarrollado en los siglos XI y XII en el sur de Francia, España e Italia. Hace énfasis en estructuras limpias y fuertes, con arcos redondeados típicos del románico que en ocasiones surgen de cortas columnas agrupadas, dejando entradas bajas, con una rica variedad de almohadillado, tramos de muros en blanco en contraste con las bandas de ventanas y torres cilíndricas con tapas cónicas integradas en la mampostería.

## Arquitectos
Este estilo se desarrolló con el trabajo de la generación de arquitectos que ejercieron en la década de 1880 antes de la influencia de los estilos de Bellas Artes. Uno de sus máximos exponentes es el Museo Americano de la calle 77 edificio original de Historia Natural de J. Cleaveland Cady de Cady, Berg en Nueva York. Se observó en las comunidades más pequeñas en este período de tiempo, como en el ayuntamiento de la ciudad de St. Thomas, Ontario y el Wisconsin Mabel Tainter Memorial Building, en Menomonie, Wisconsin, en 1890.
Algunos de los profesionales que más fielmente siguieron el estilo de Richardson habían trabajado en su oficina, como Alexander Wadsworth Longfellow y Alden Frank (en Longfellow, Alden y Harlow, de Boston y Pittsburgh); George Shepley y Charles Coolidge (exempleados de Richardson, y su firme sucesor, en Shepley, Rutan y Coolidge de Boston), y Herbert Burdett (en Marling y Burdet, de Buffalo). Otros arquitectos que emplearon elementos románicos de forma similar a Richardson en sus diseños fueron Spier y Rohns y George D. Mason, tanto las empresas de Detroit, Edward J. Lennox, un arquitecto afincado en Toronto que se derivan muchos de sus diseños desde el estilo Richardson, y Juan Wellborn Root. En Minneapolis, Minnesota, Harvey Ellis diseñaron en este estilo.
Esta corriente también influyó en la escuela arquitectónica de Chicago y en arquitectos como Louis Sullivan y Frank Lloyd Wright. En Finlandia, también influyó en Eliel Saarinen.[cita requerida]

## Dispersión
Esta corriente comenzó en el Este de los Estados Unidos, en los alrededores de Boston, donde Richardson construyó la influyente Iglesia de la Trinidad en Copley Square. A medida que el estilo fue perdiendo adeptos en la costa Este, fue ganando popularidad más al Oeste. Talladores de piedra y albañiles capacitados en las técnica richardsoniana parecen haber llevado el estilo hacia el Oeste, hasta que se extinguió en los primeros años del siglo XX.
A modo de ejemplo, cuatro edificios de bancos pequeños fueron construidos en este estilo románico richardsoniano en Osage County, Oklahoma, durante 1904-1911.

## Imágenes
Ninguna de las siguientes obras fueron diseñados por Richardson. Estas ilustran su progresiva influencia en la arquitectura estadounidense desde 1885 hasta 1905. Se dividen en categorías que indican los diferentes usos de los edificios.

Edificios civiles
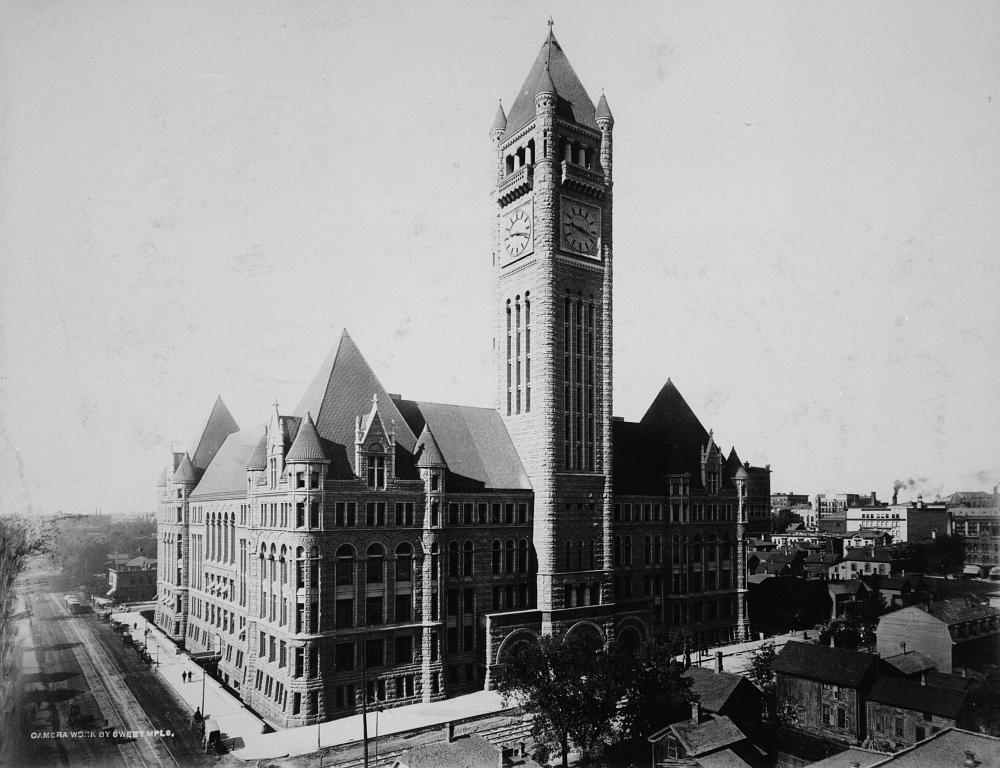
Ayuntamiento de la ciudad de Minneapolis, Arquitectos Franklin Bidwell Long y Frederick G. Kees, finalizado en 1906.
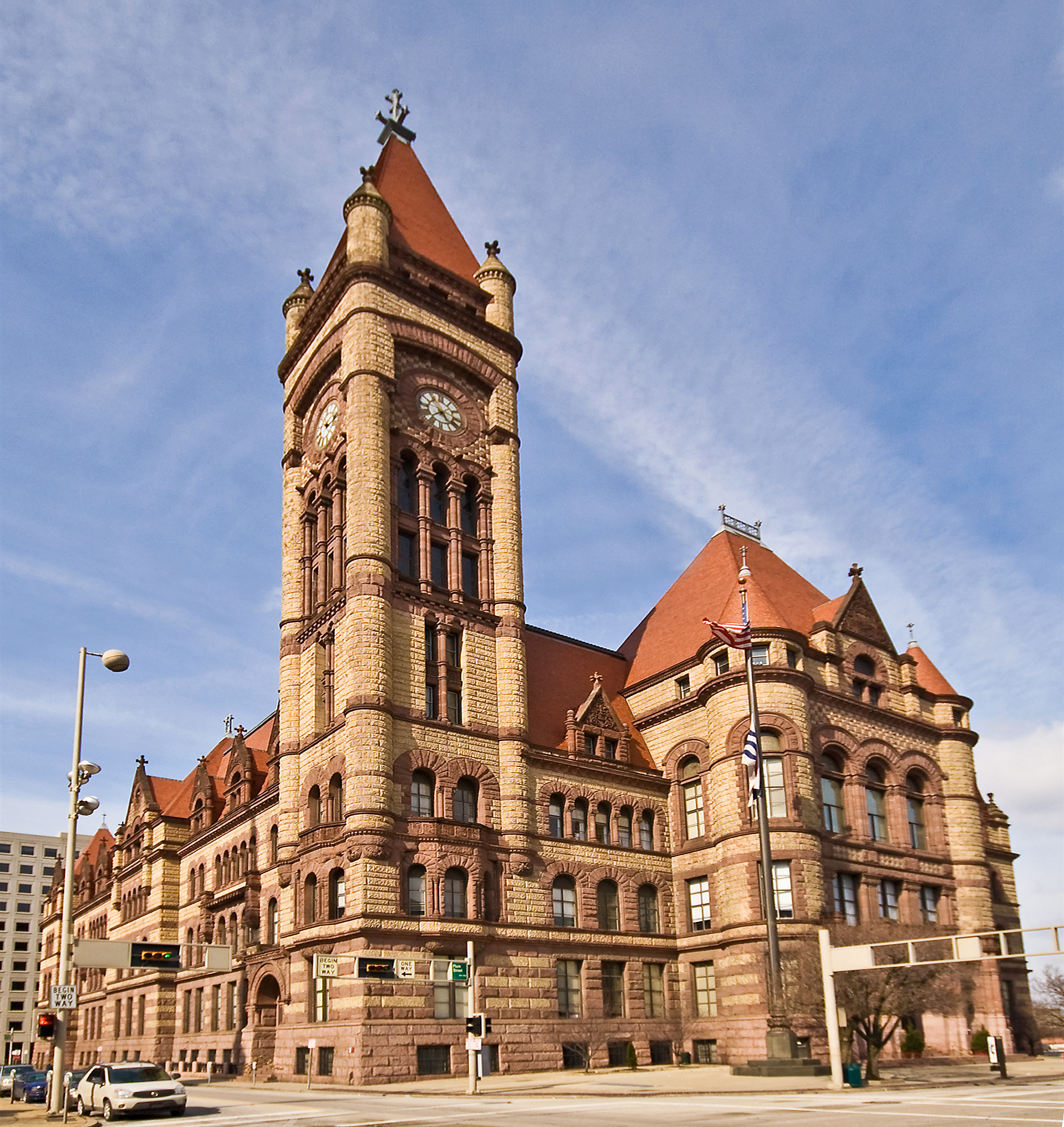
Ayuntamiento de la ciudad de Cincinnati, Arquitecto Samuel Hannaford, finalizado en 1893.
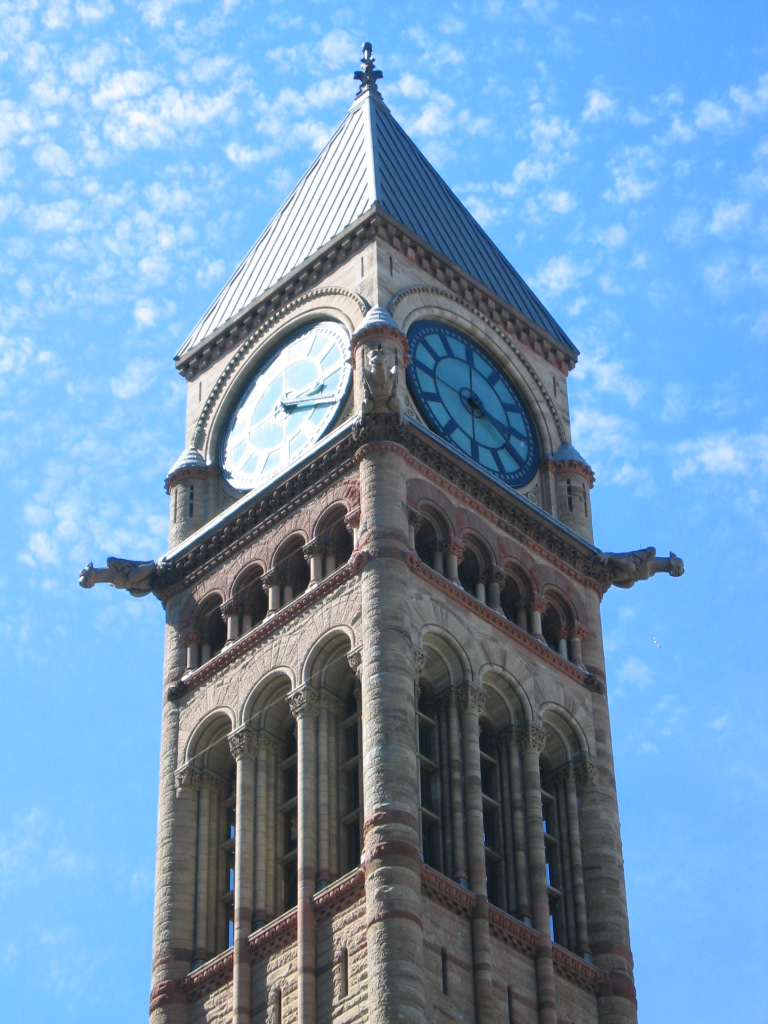
Torre del reloj del antiguo ayuntamiento de Toronto, Arquitecto E. J. Lennox, 1889-99.
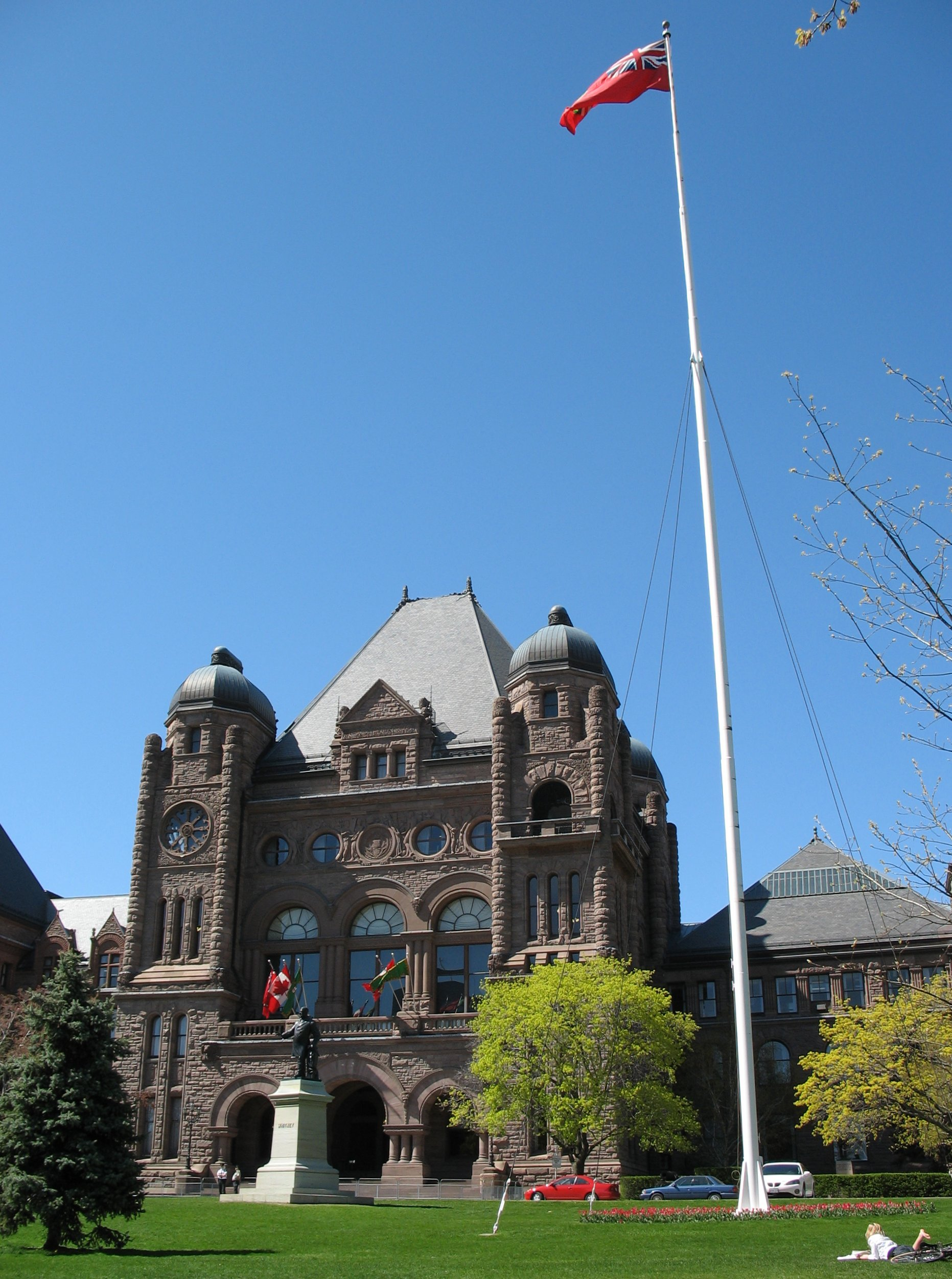
Asamblea legislativa de Ontario, Toronto.
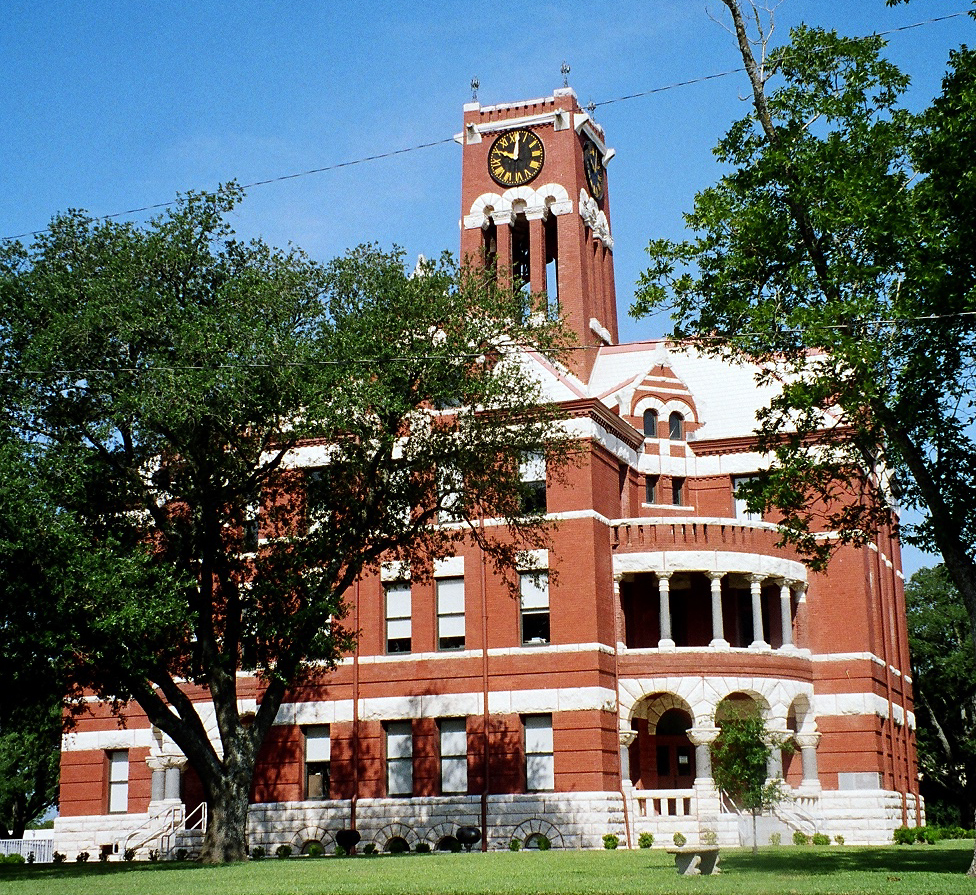
Juzgado del Condado de Lee (1899): prudentes características románicas aplicadas a un diseño conservador
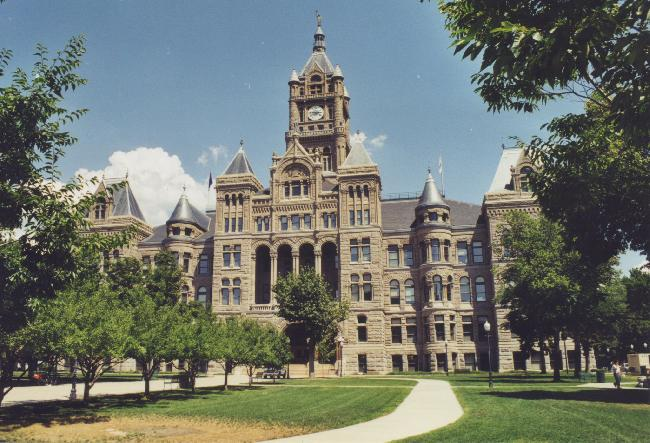
Edificio de la ciudad de Salt Lake City y del Condado, Salt Lake City, Utah, Monheim, Bird, y Proudfoot architects (1894)
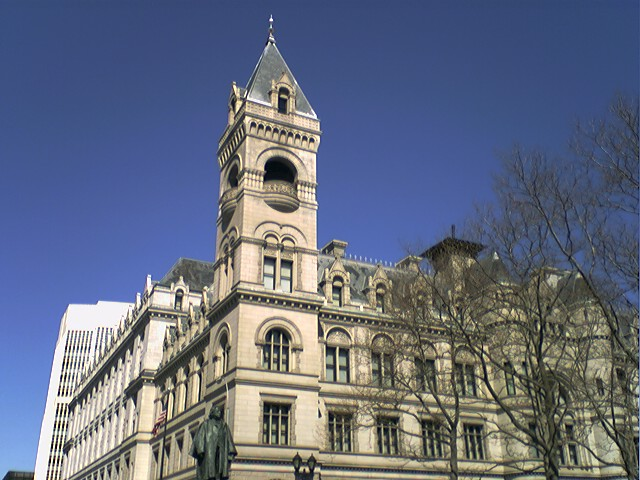
Oficina General de Correos de Brooklyn, Cadman Plaza. Mifflin E. Bell (1885-91)
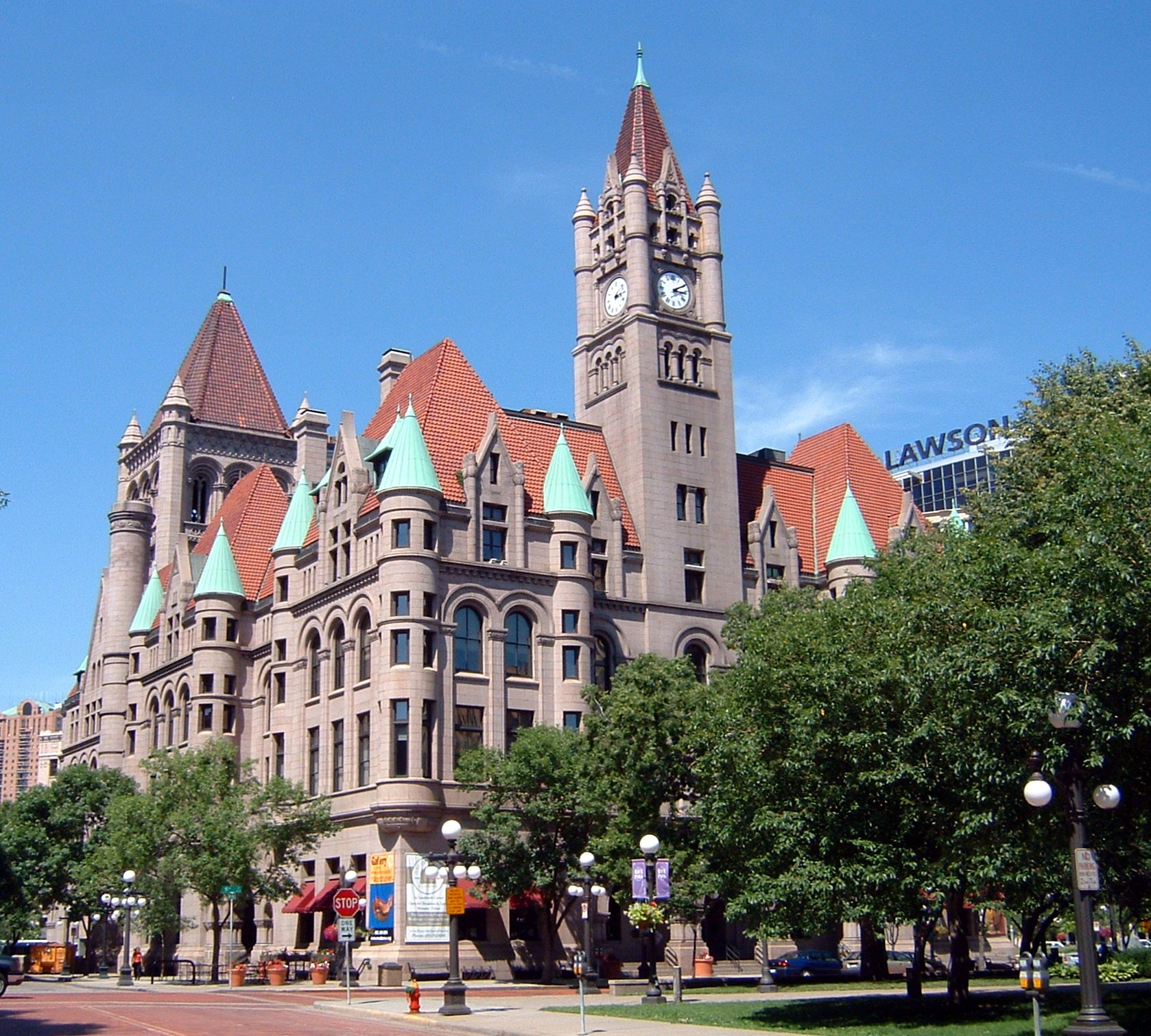
Antiguo edificio de la Corte Federal, Saint Paul, Minnesota (actualmente Landmark Center), Willoughby J. Edbrooke, proyectado en 1892, finalizado en 1901.
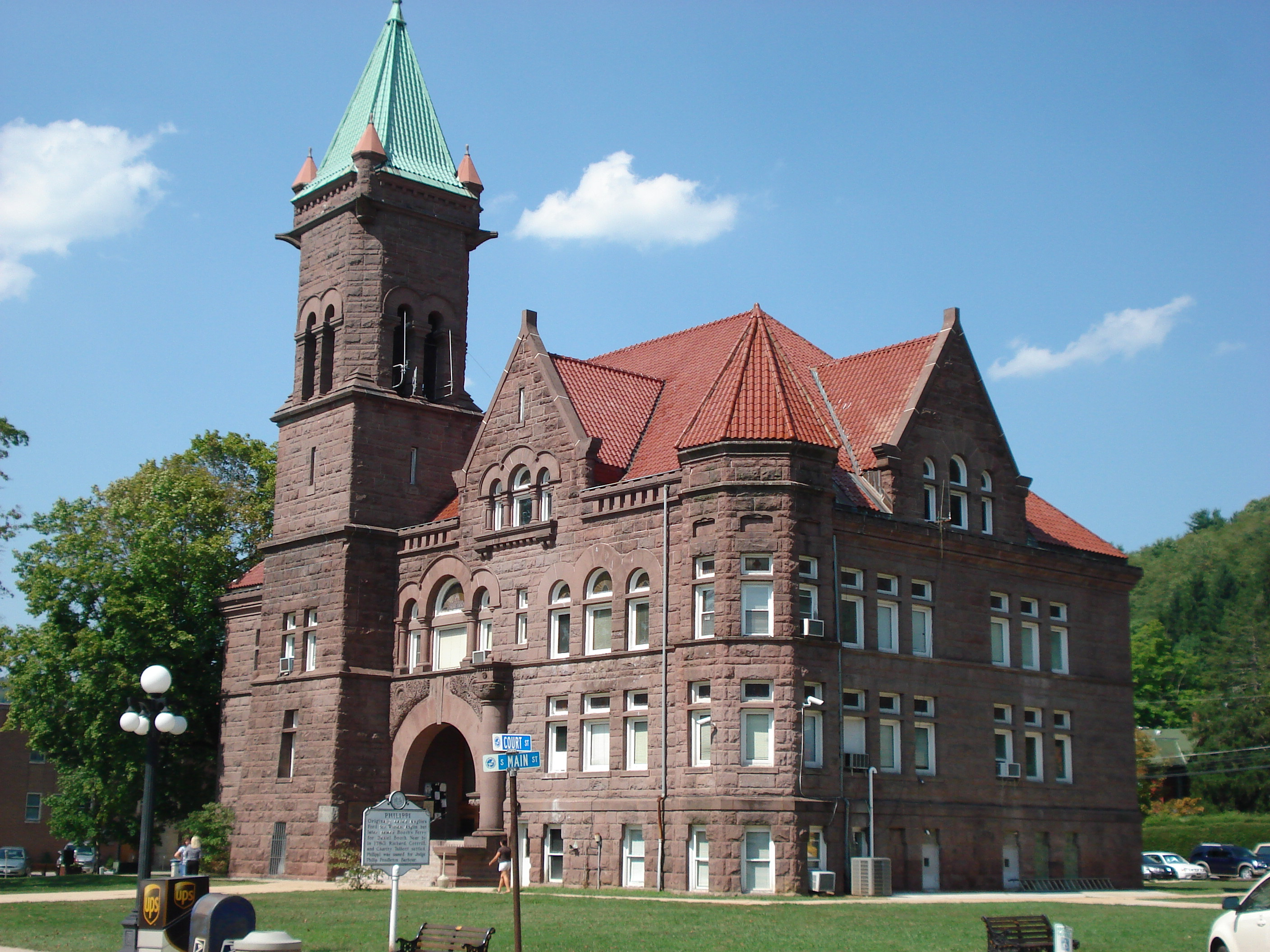
Juzgado del Condado de Barbour en Philippi, Virginia Occidental finalizado en 1905.
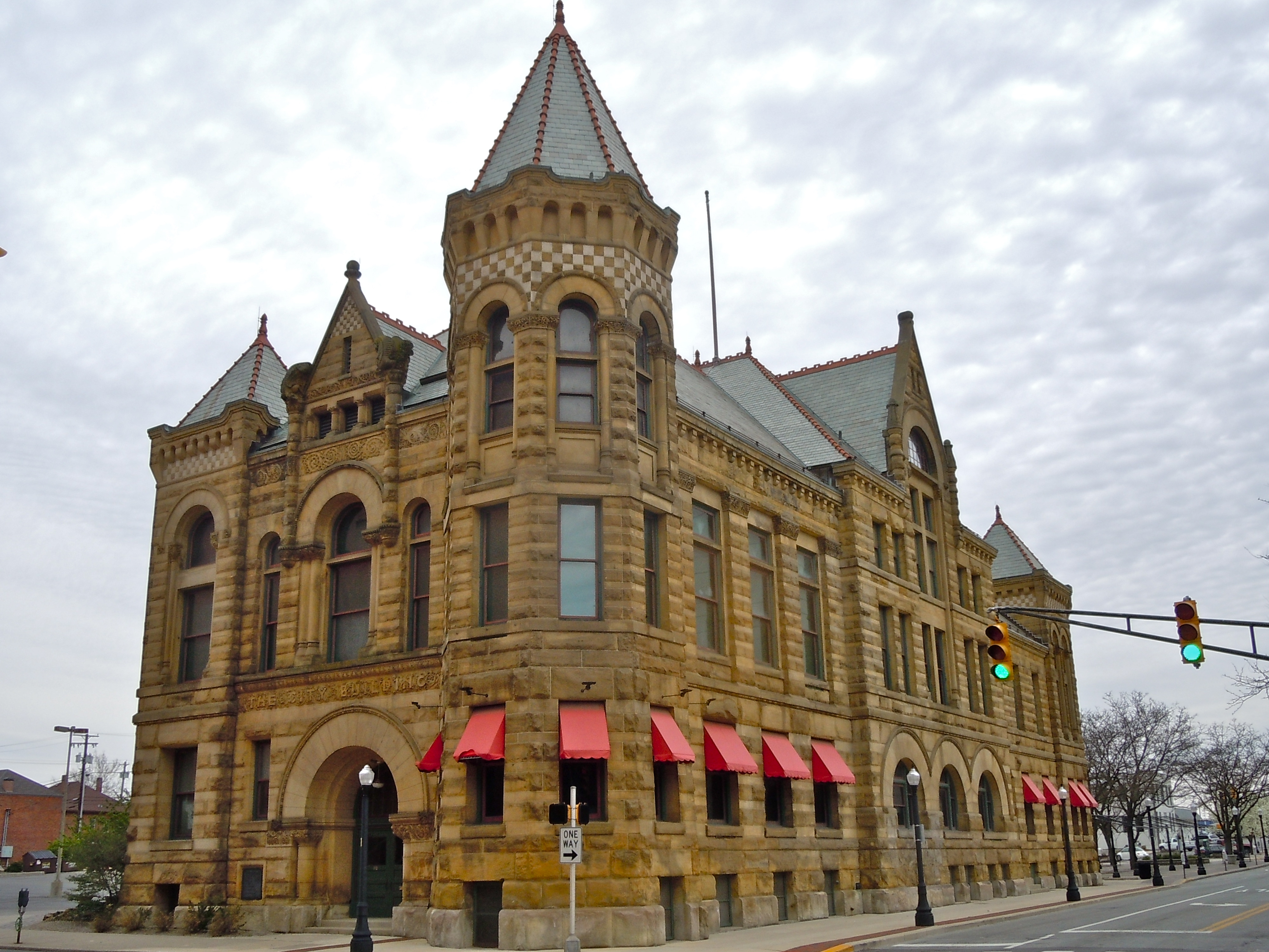
Antiguo ayuntamiento de Fort Wayne, Indiana. Finalizado en 1893.
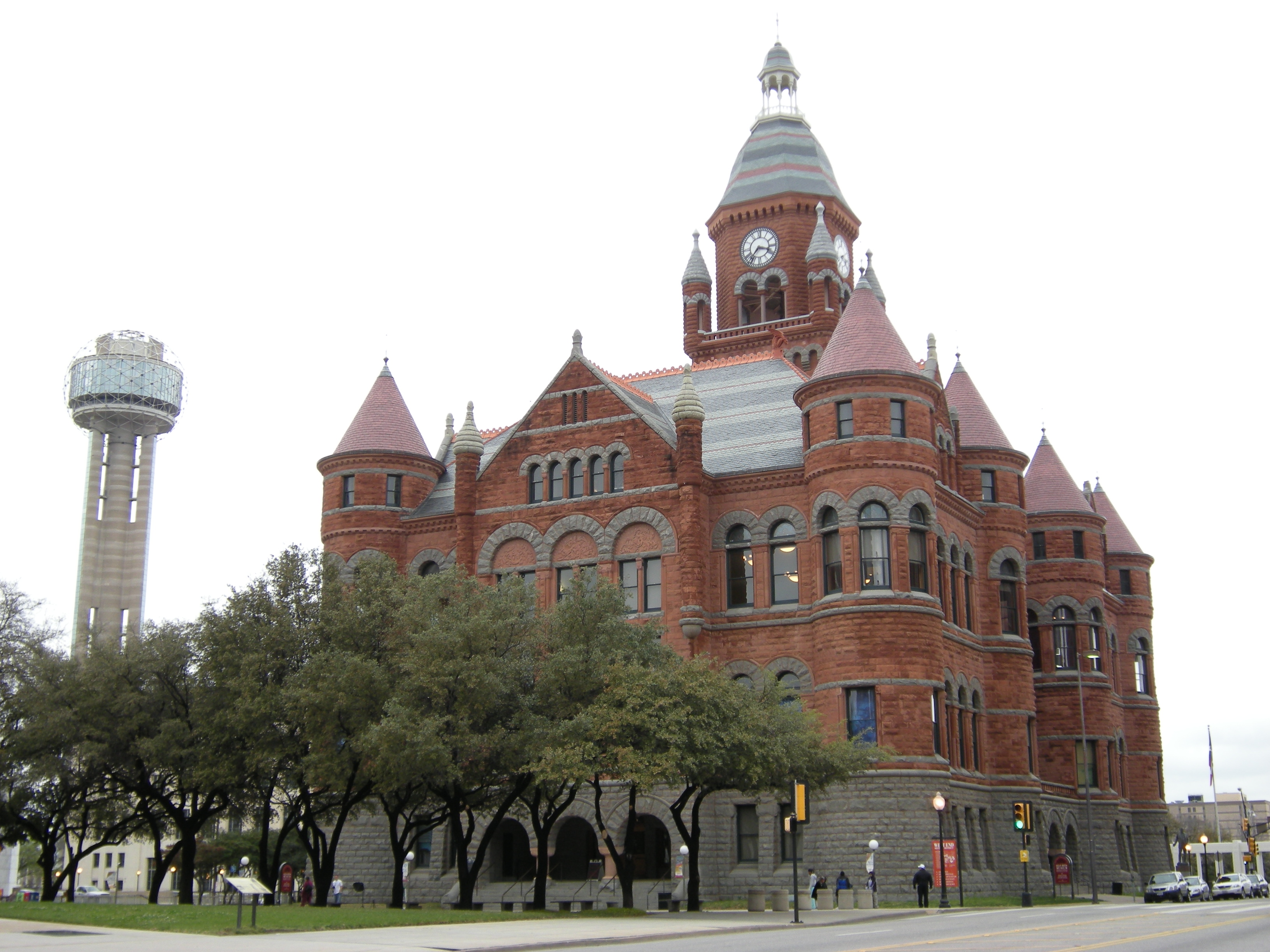
Juzgado del Condado de Dallas, actualmente Old Red Museum, diseñado y construido por el arquitecto y contratista Max A. Orlopp Jr. en 1891.
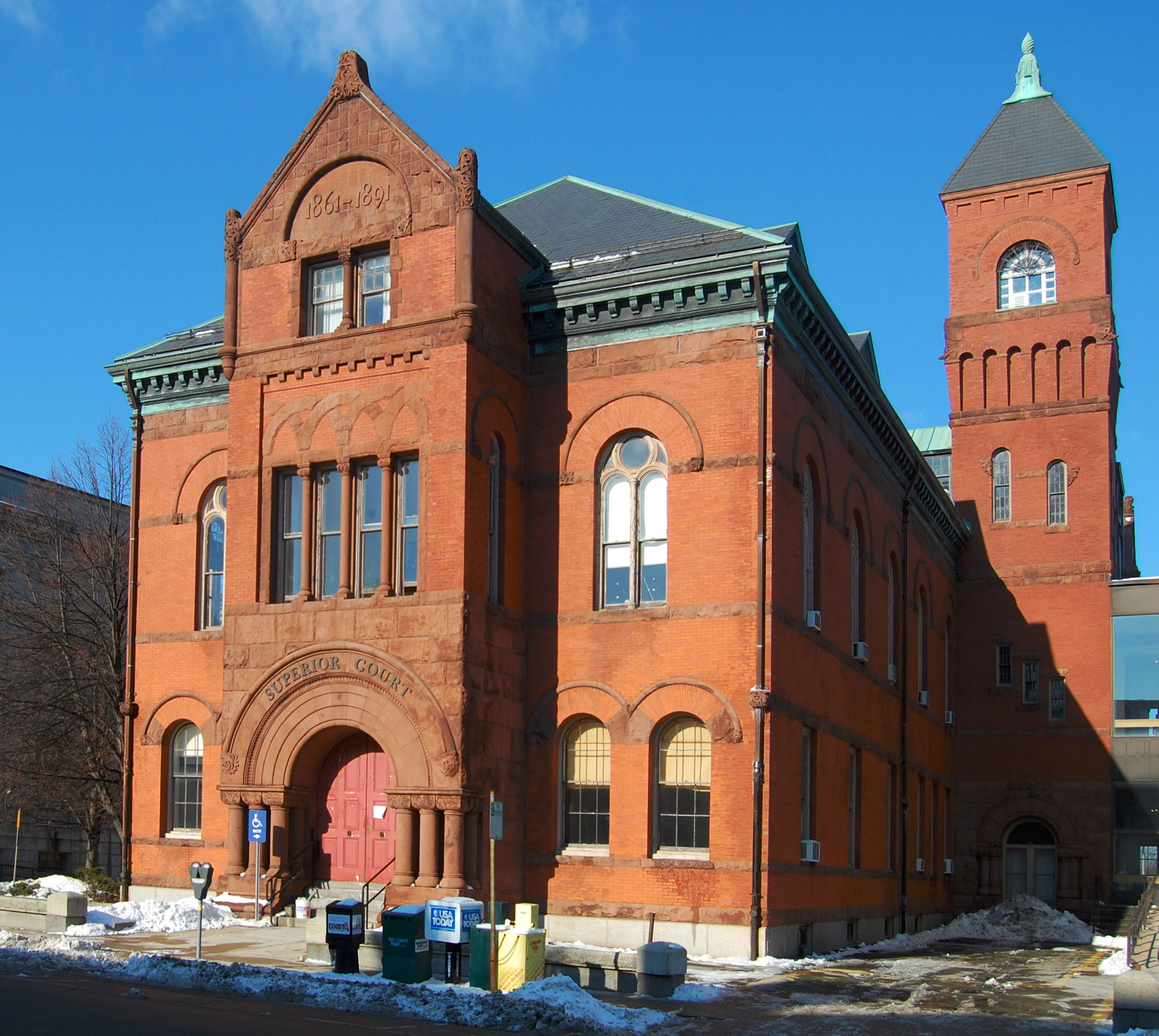
Corte Suprema de Salem, Massachusetts. Construida en 1864 como un diseño italiano, fue remodelada bajo el estilo románico richardsoniano en 1889.
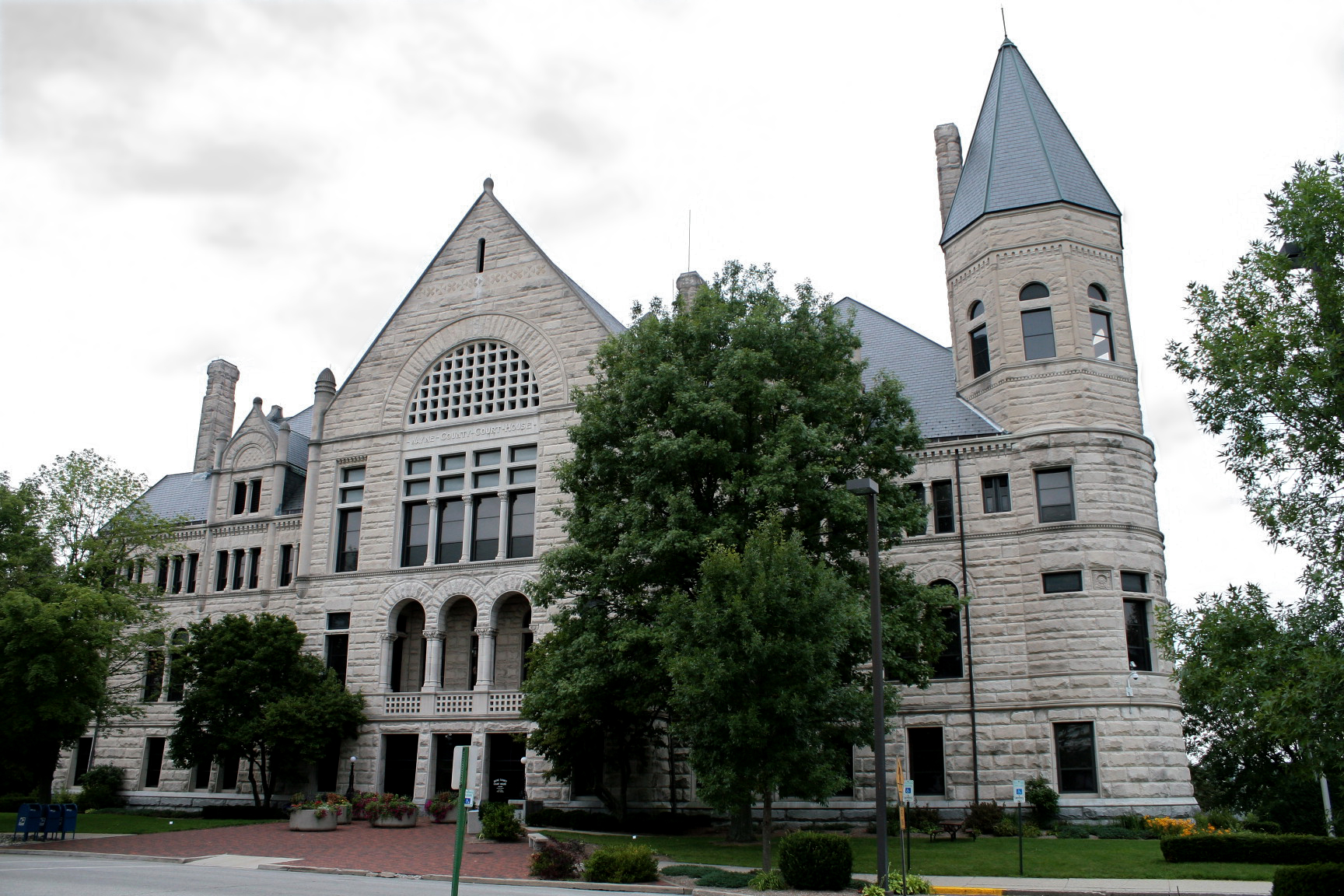
Juzgado del Condado de Wayne, Indiana; arquitecto James W. McLaughlin, finalizado ed 1893).
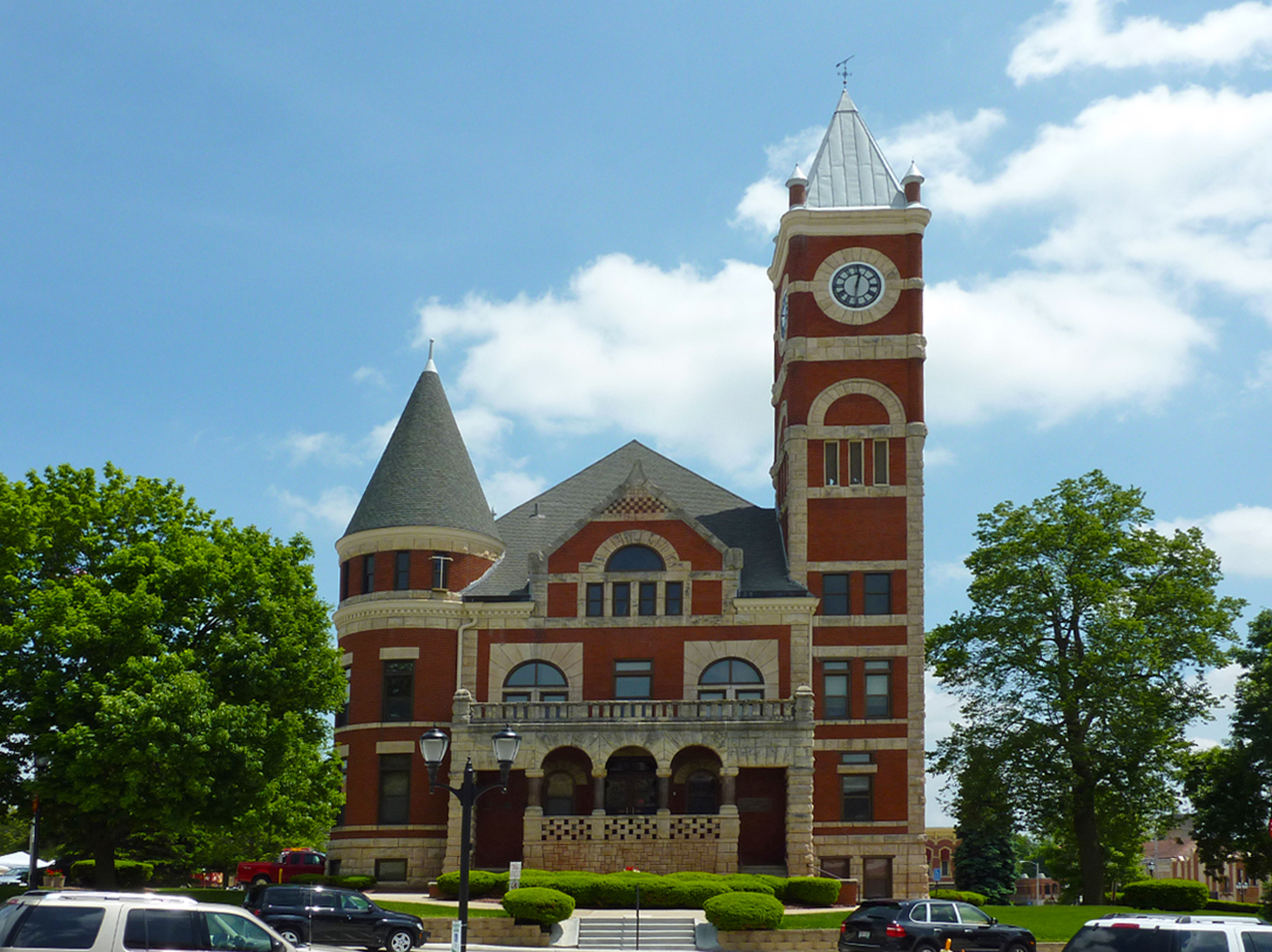
Juzgado del Condado de Green, Monroe, Wisconsin, 1891.
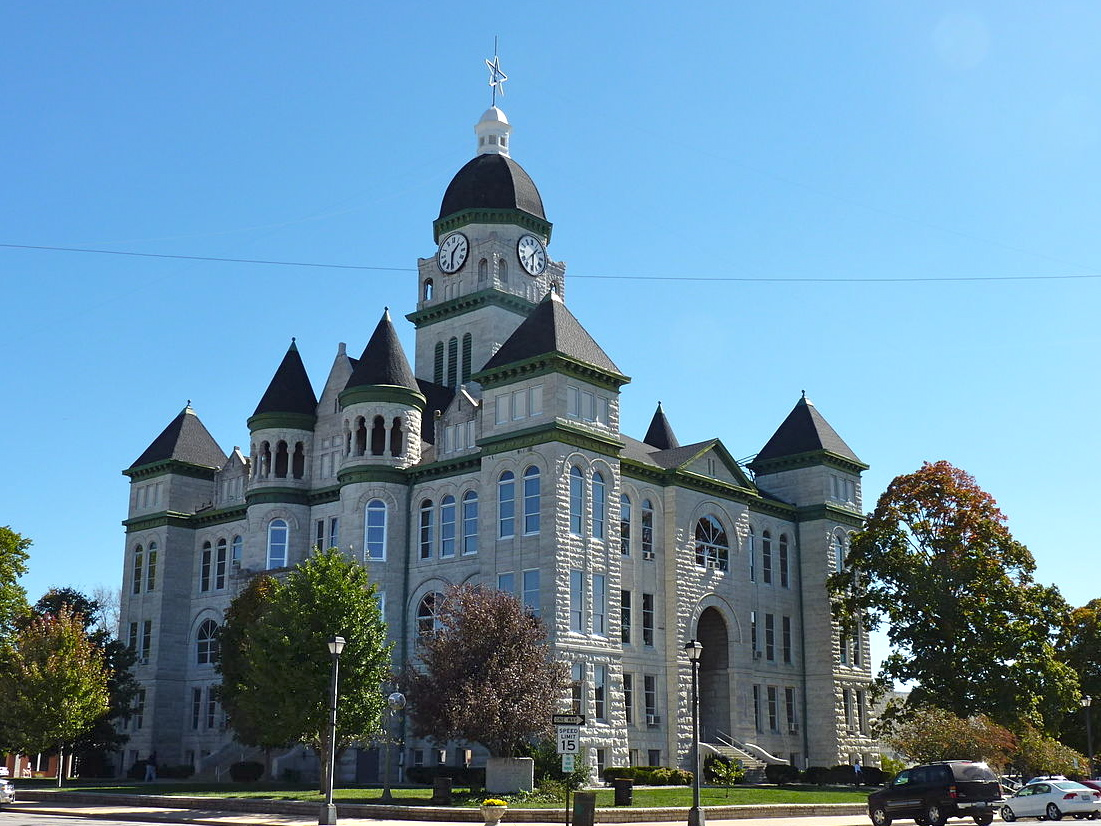
Juzgado del Condado de Jasper, Carthage, Misuri, finalizado en 1895 por el arquitecto y contratista Max A. Orlopp Jr.

Instituciones educativas y bibliotecas
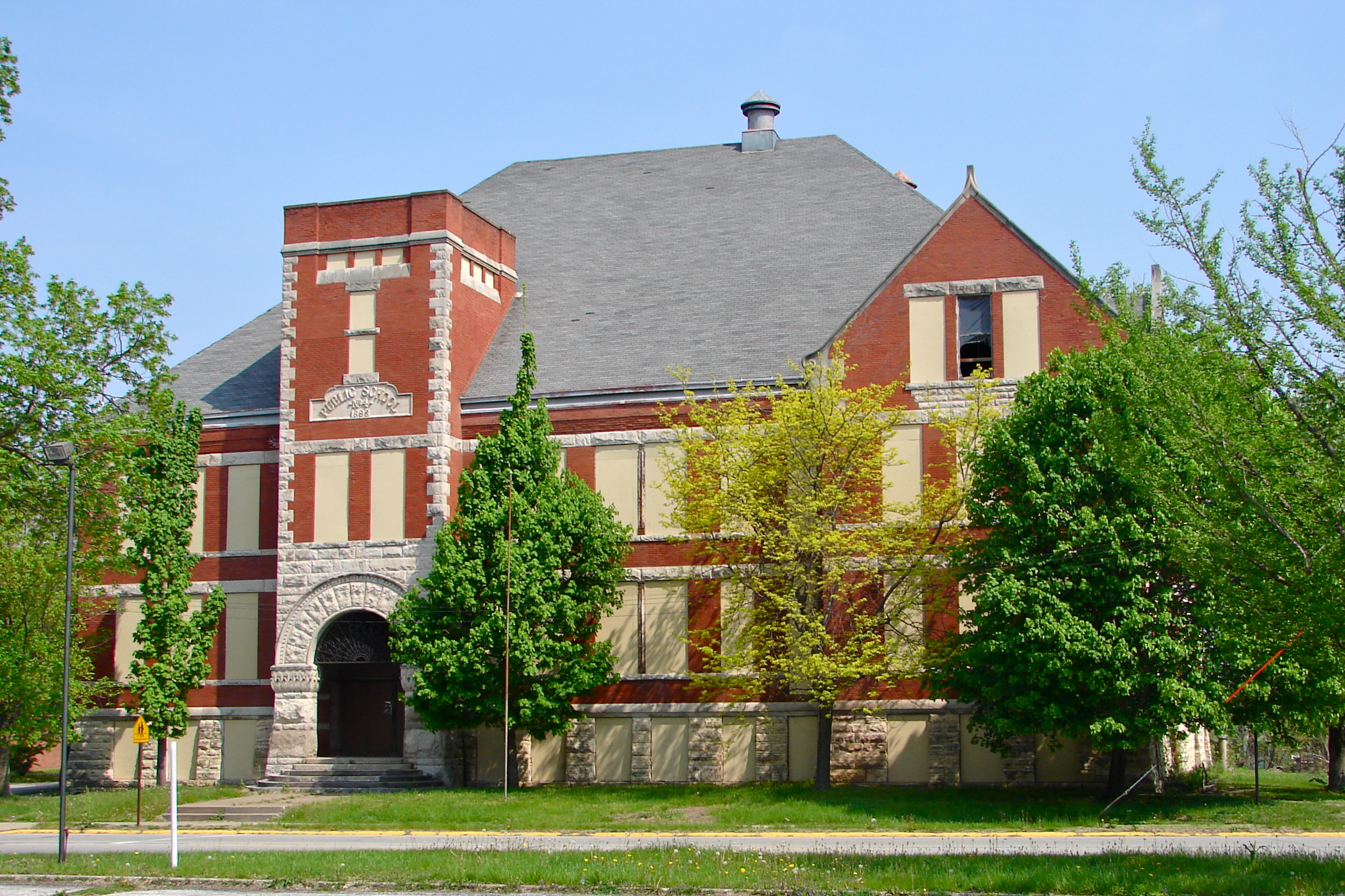
Escuela Lincoln, Rock Island, Illinois, construido en 1893 por E.S. Hammatt, programada su demolición.
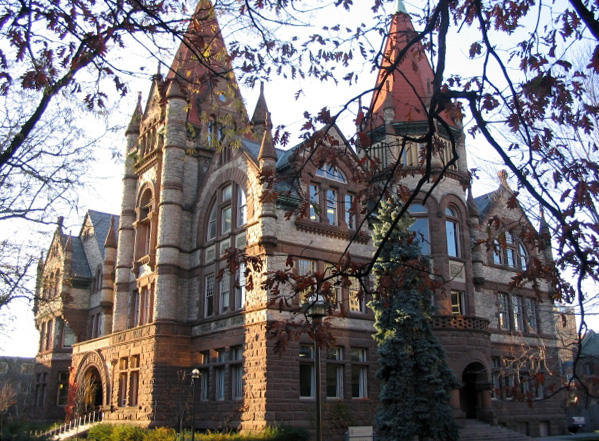
Old Vic, el principal edificio de la Universidad Victoria en la Universidad de Toronto, construido en 1892 por W. G. Storm
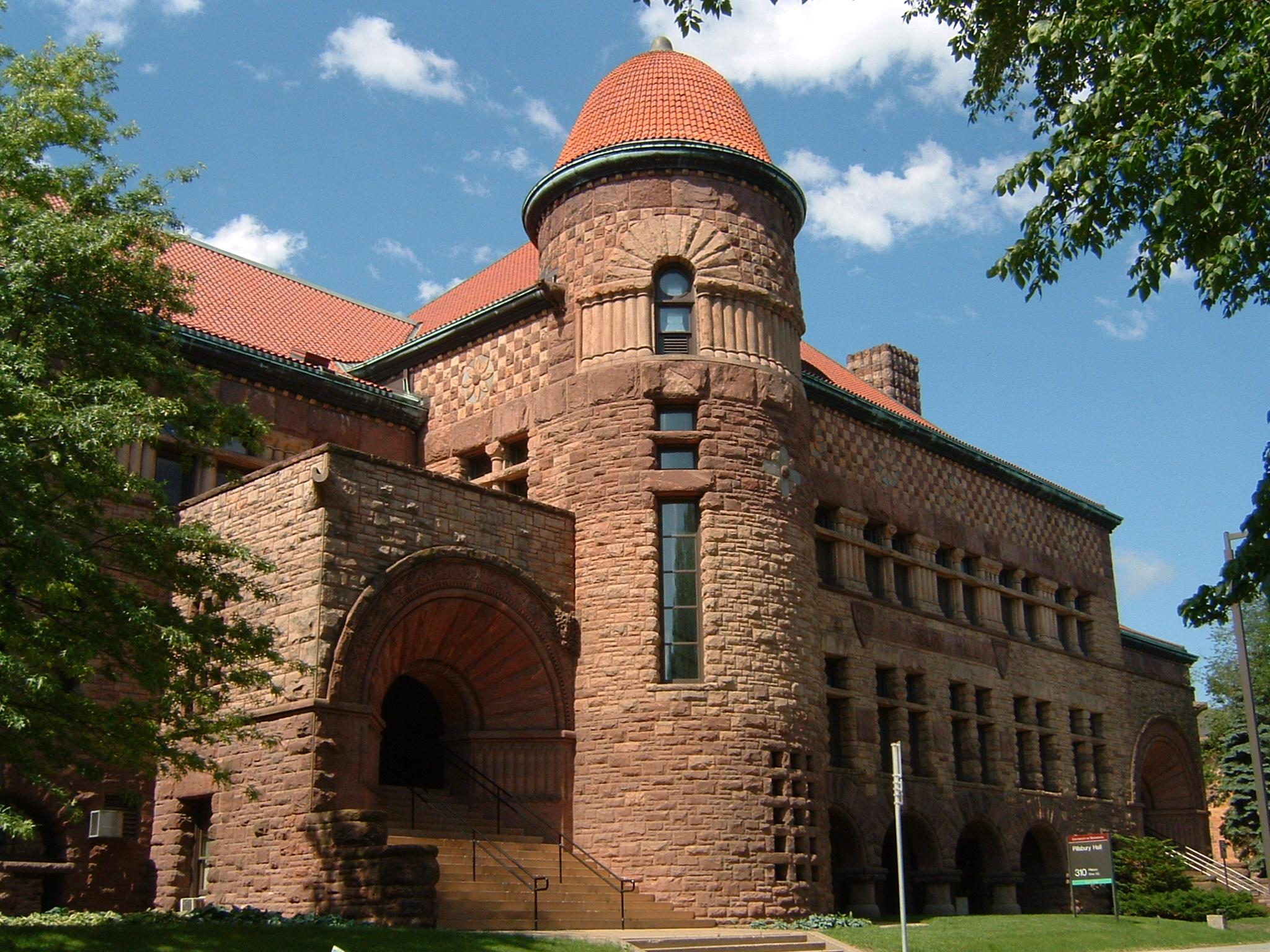
Pillsbury Hall, en el campus de la Universidad de Minneapolis, Minnesota. Arquitecto LeRoy Buffington, diseñador Harvey Ellis, 1887.
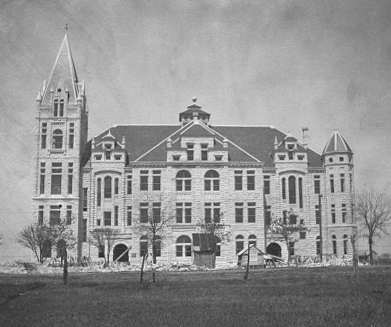
El edificio Cullenen el campus de la Universidad Southwestern, construido en 1898.
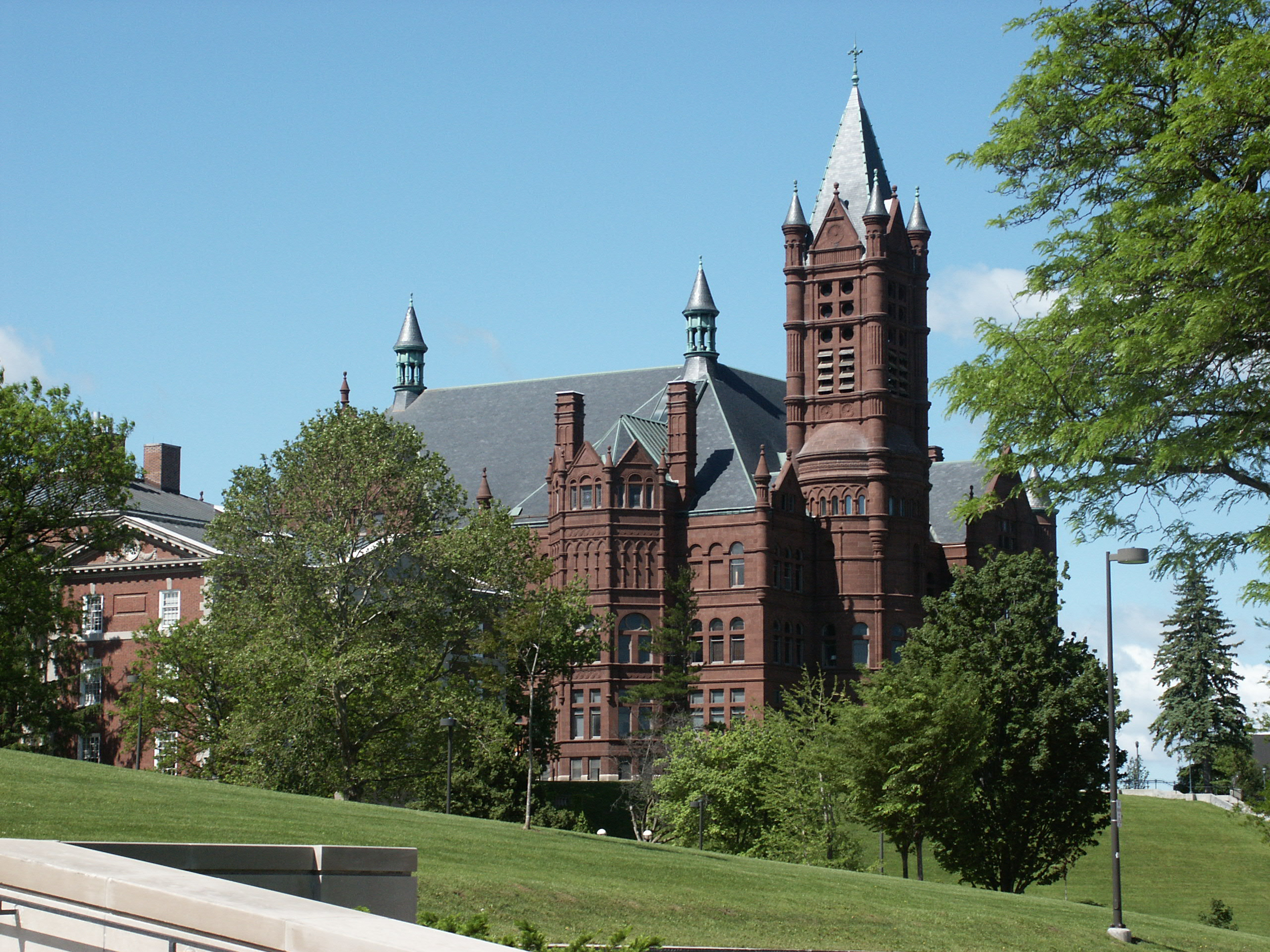
Colegio Crouse, construido en el campues de la Universidad de Siracusa en 1881.
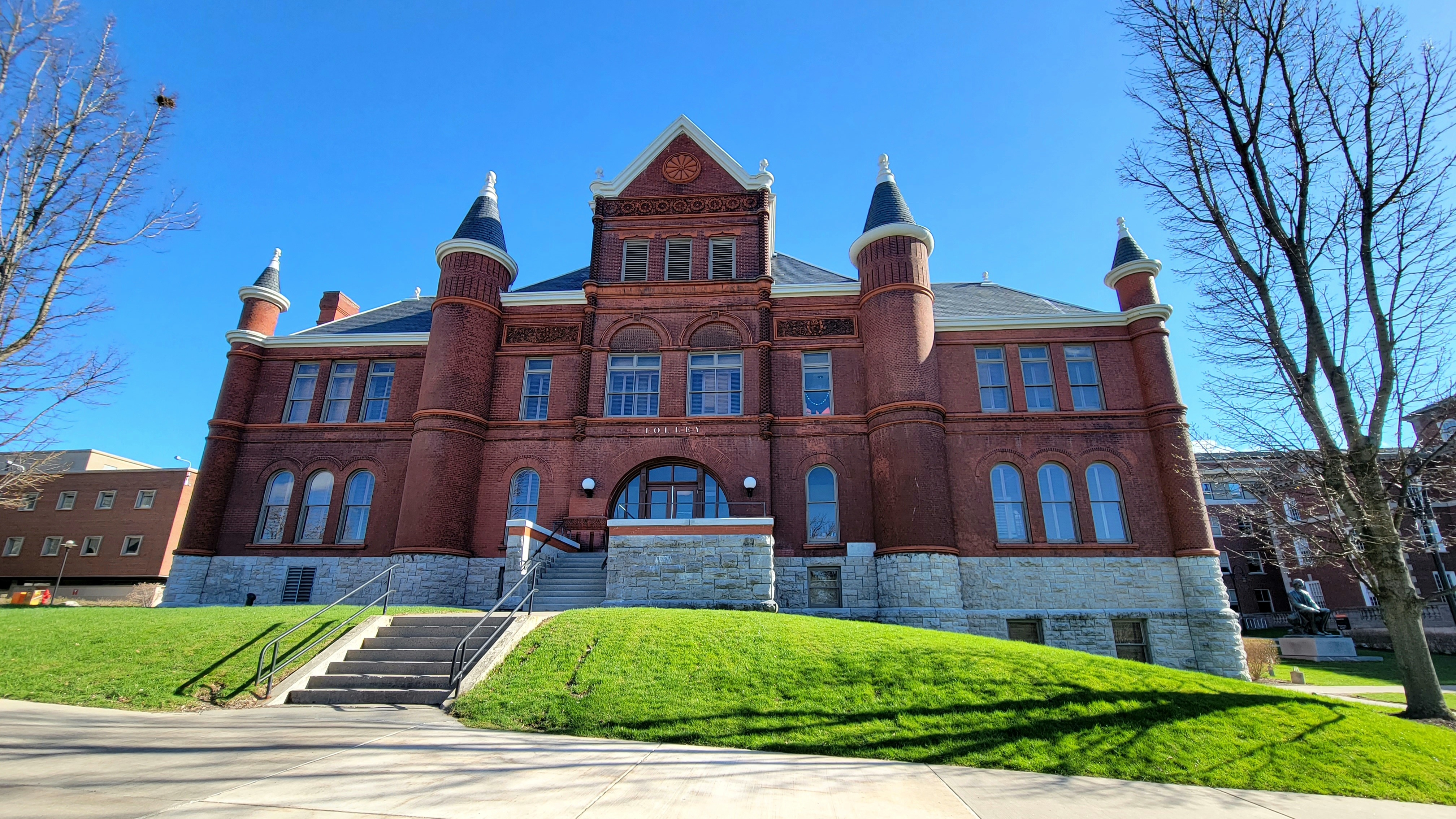
Edificio administrativo Tolley en Siracusa, construido en 1889.
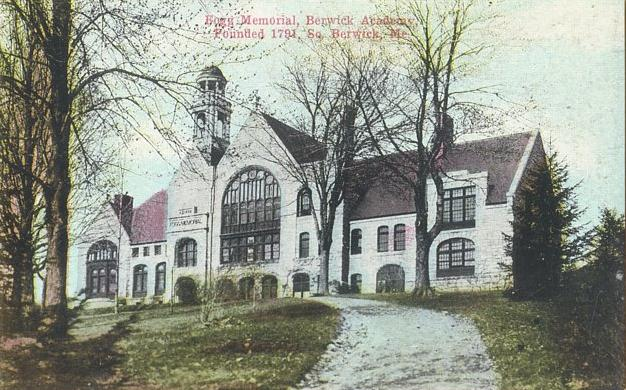
Fogg Memorial Building en Berwick Academy, South Berwick, Maine, construido en 1894 por George A. Clough y Hiram Fogg.
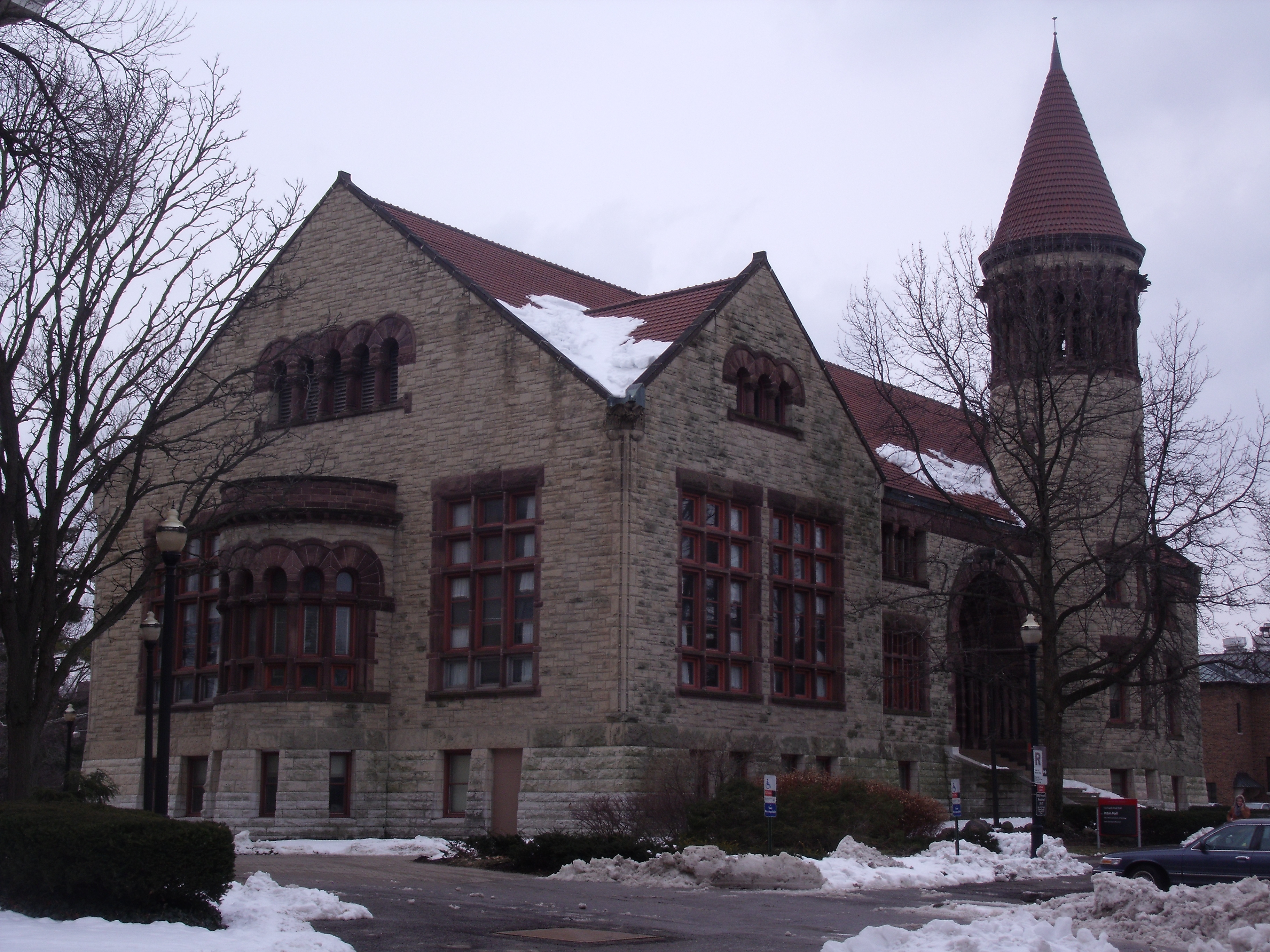
Orton Hall, Universidad Estatal de Ohio, finalizado en 1893.
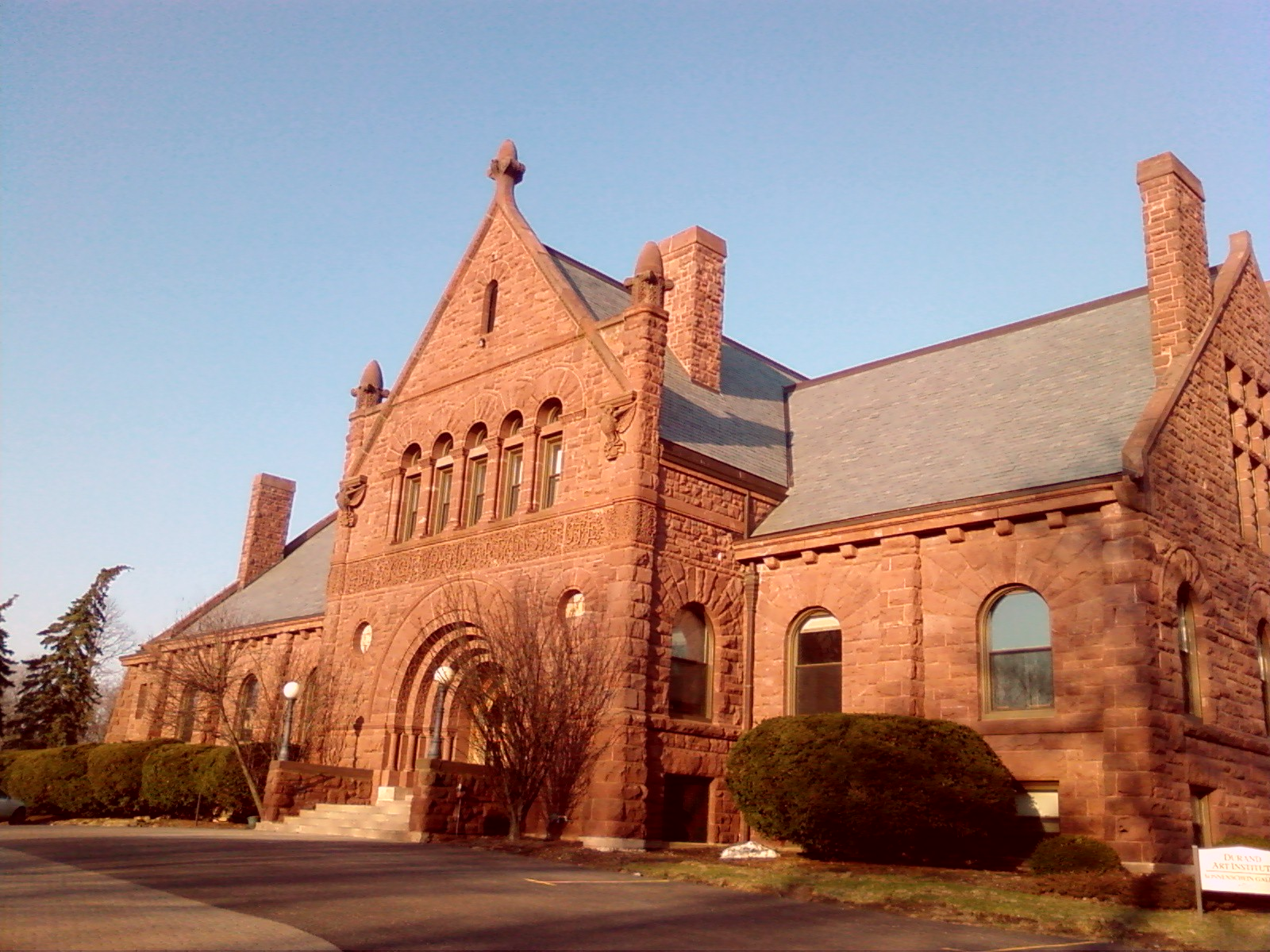
Instituto de Arte Durand, Colegio Lake Forest, Lake Forest, Illinois. Arquitecto Henry Ives Cobb, finalizado en 1891.
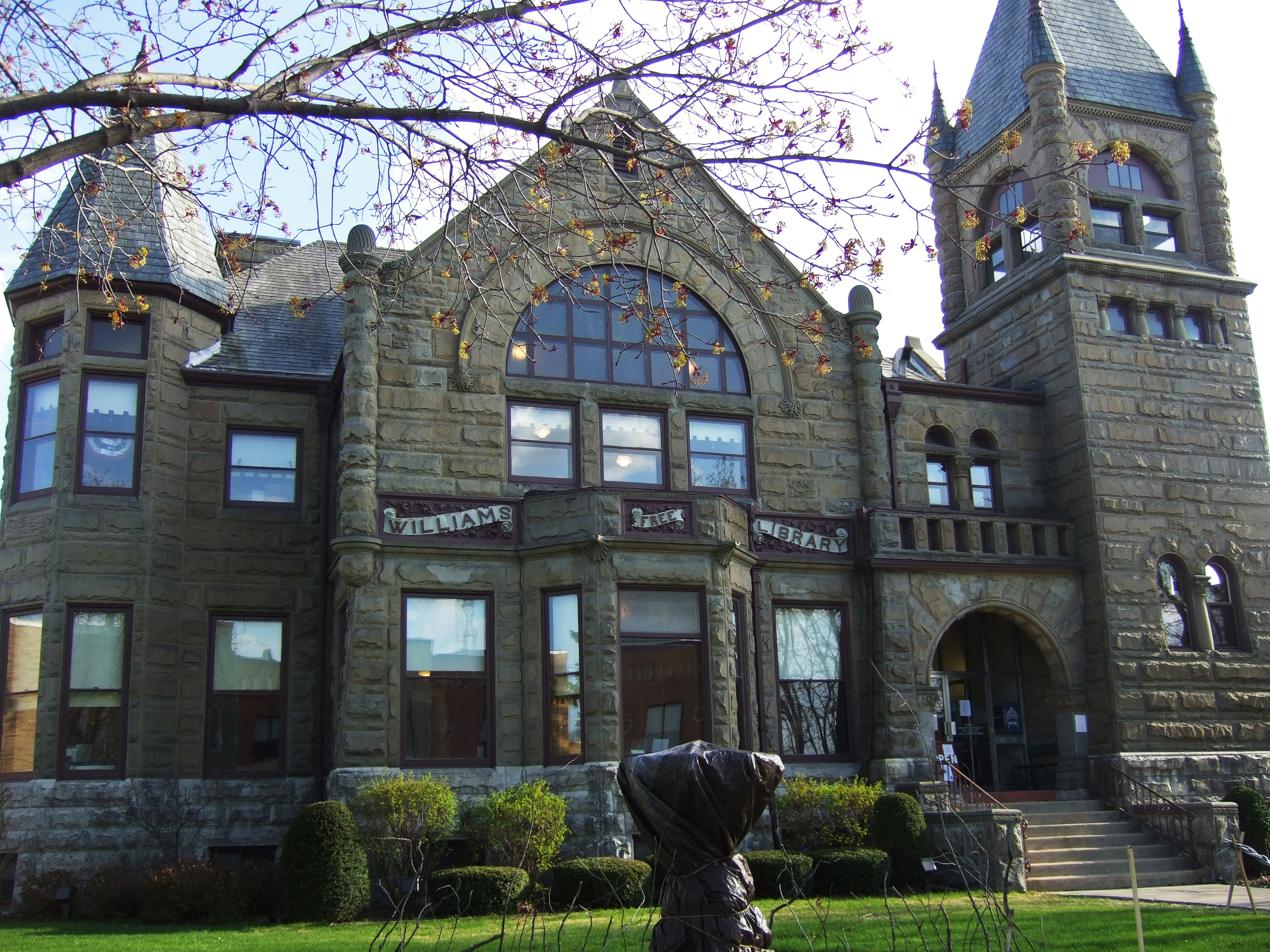
Biblioteca Williams Free, Beaver Dam, Wisconsin. Abierta en 1891. Arquitecto Walter Holbrook.
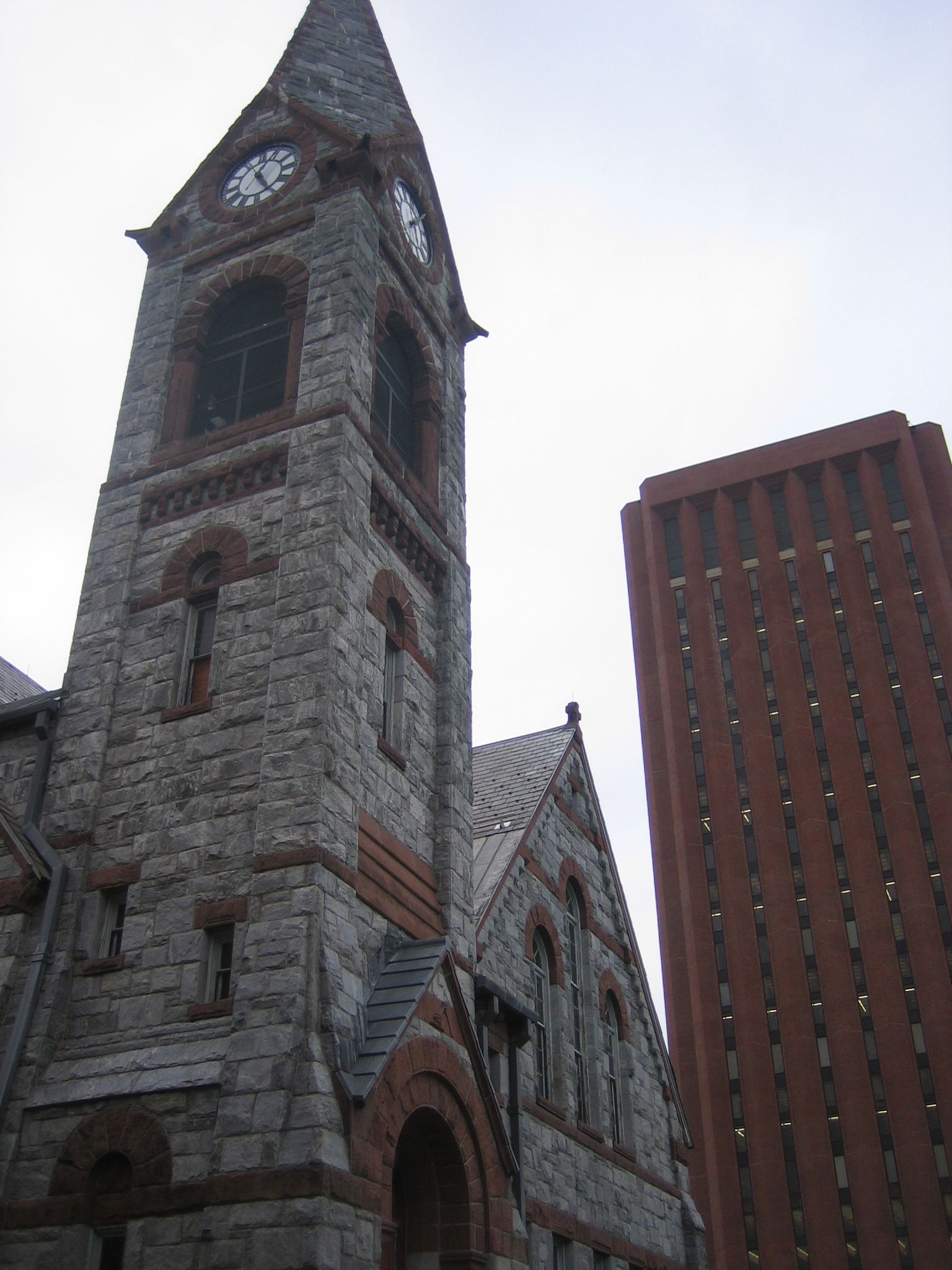
Old Chapel, antigua biblioteca y la sala de reunión de la Universidad Amherst de Massachusetts, Amherst, Massachusetts. Arquitecto Stephen C. Earle, finalizado en 1887.

Edificios de servicios
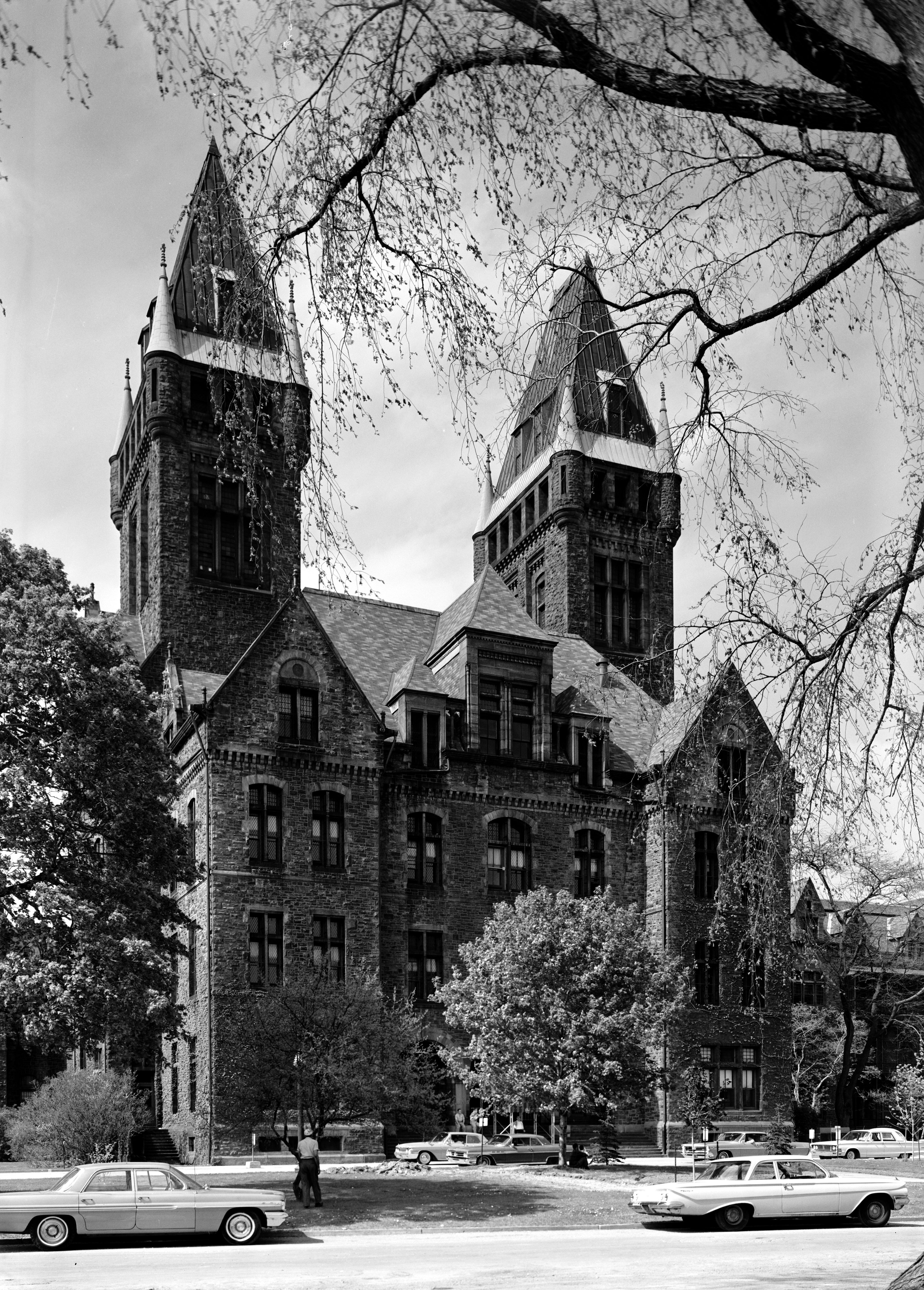
Complejo H. H. Richardson en Buffalo, New York
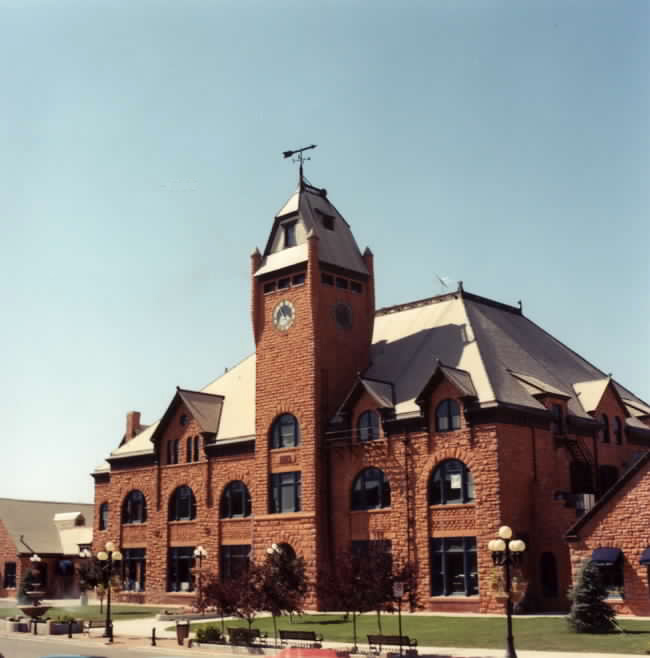
Pueblo Union Depot en Pueblo, Colorado James- Arquitectos A. McGonigle de Leavenworth, Kansas y Sprague y Newall de Chicago, Illinois, 1889-90.
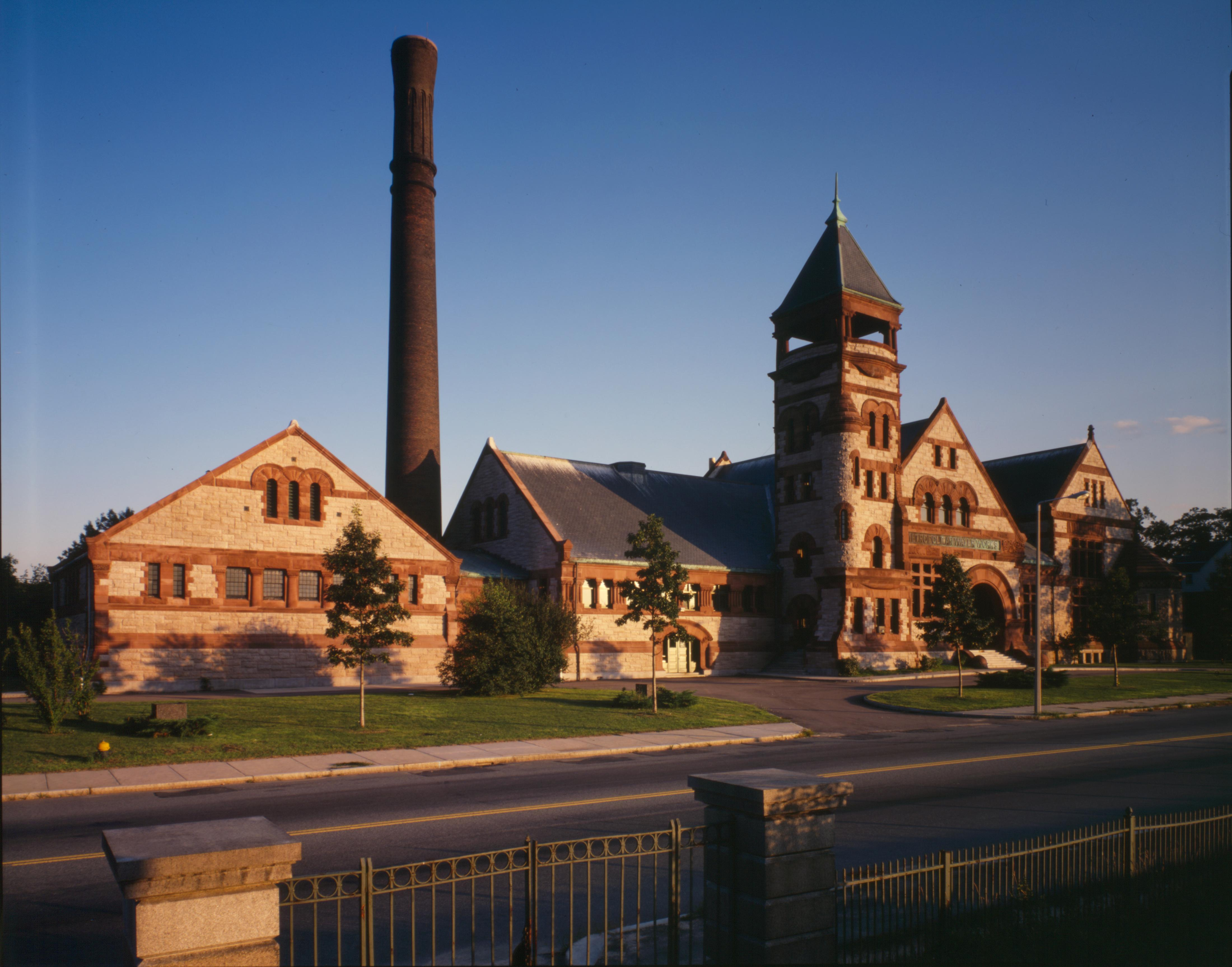
Edificio High Service en Chestnut Hill Water Works, Beacon Street, Boston, Massachusetts; arquitecto Arthur H. Vinal, 1887.
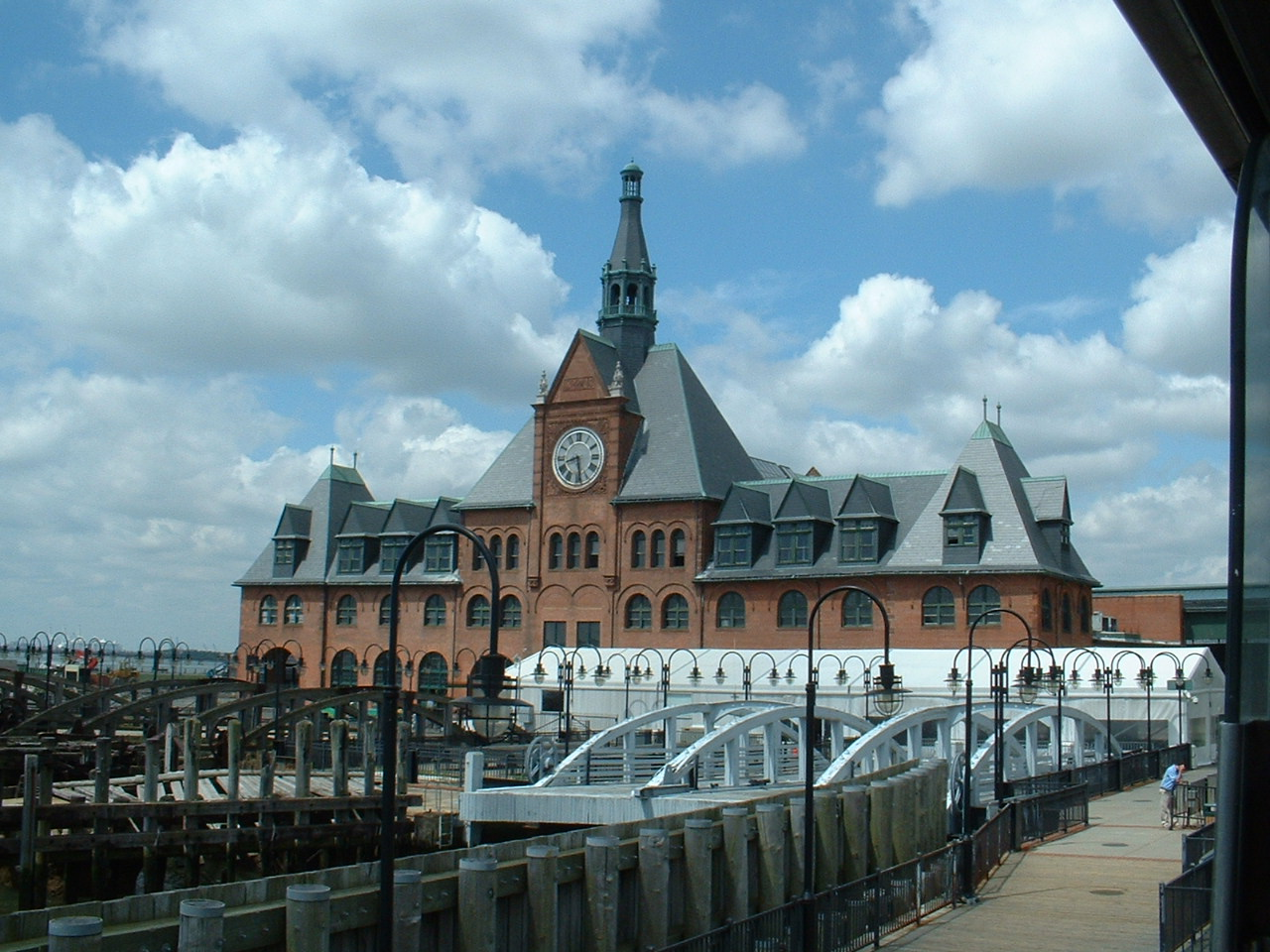
Terminal Communipaw, Jersey City, New Jersey, Arquitectos William H. Peddle de Peabody & Stearns, 1889.

Iglesias y capillas
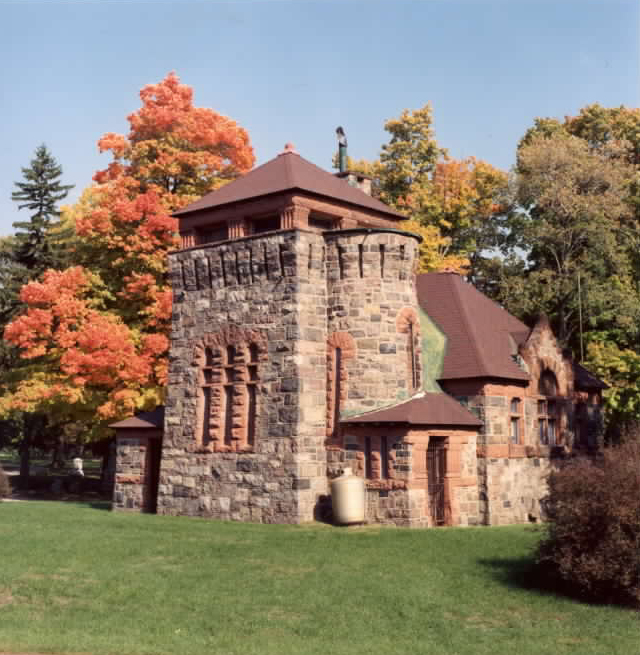
Starkweather Chapel, Ypsilanti, Míchigan; George D. Mason de Detroit, Míchigan, arquitecto, 1888: Clearly-articulated clustered forms in a mock-military exercise in rustication
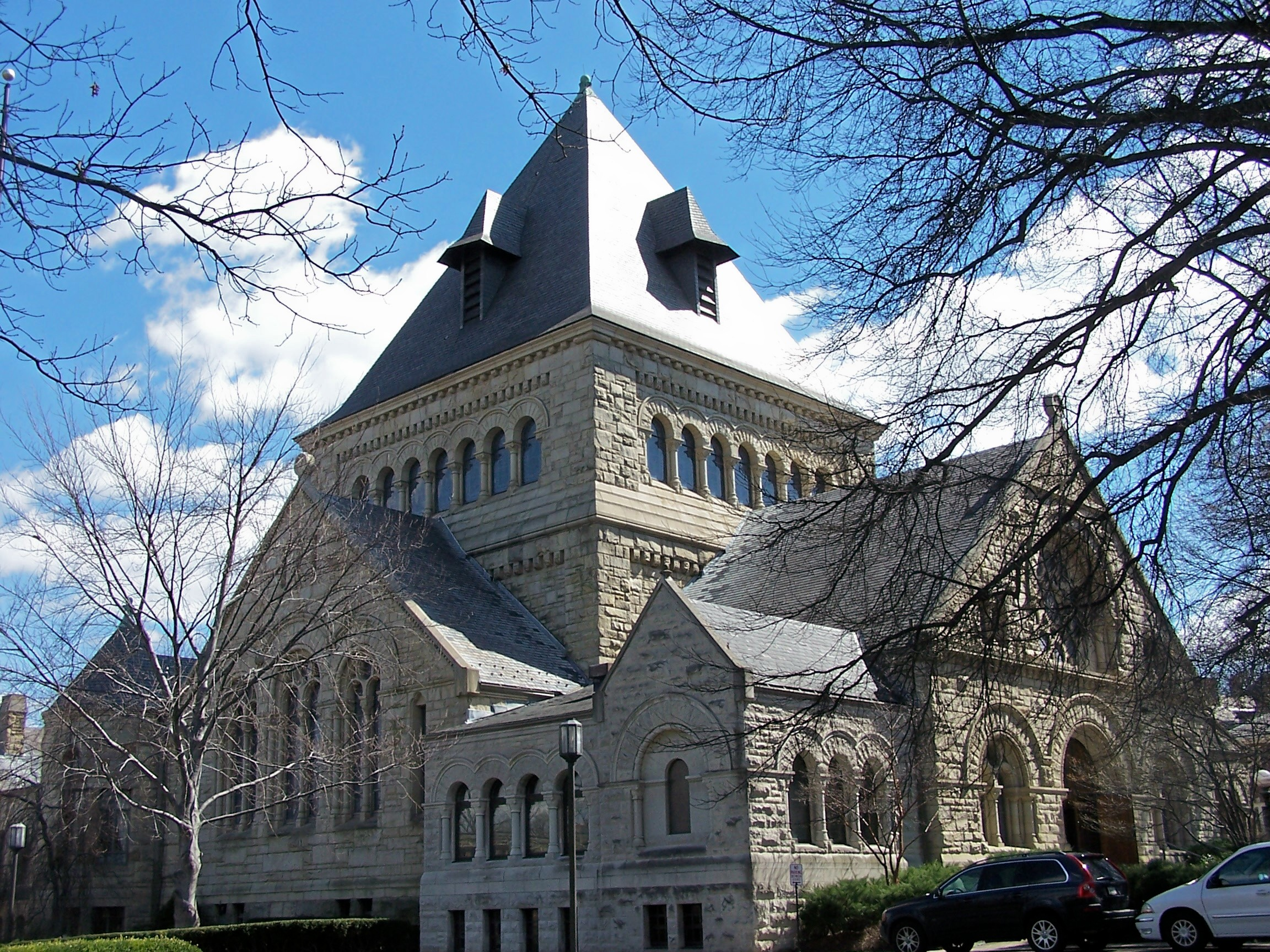
Iglesia Presbiteriana de Shadyside, Pittsburgh. Arquitectos Shepley, Rutan & Coolidge, 1898.
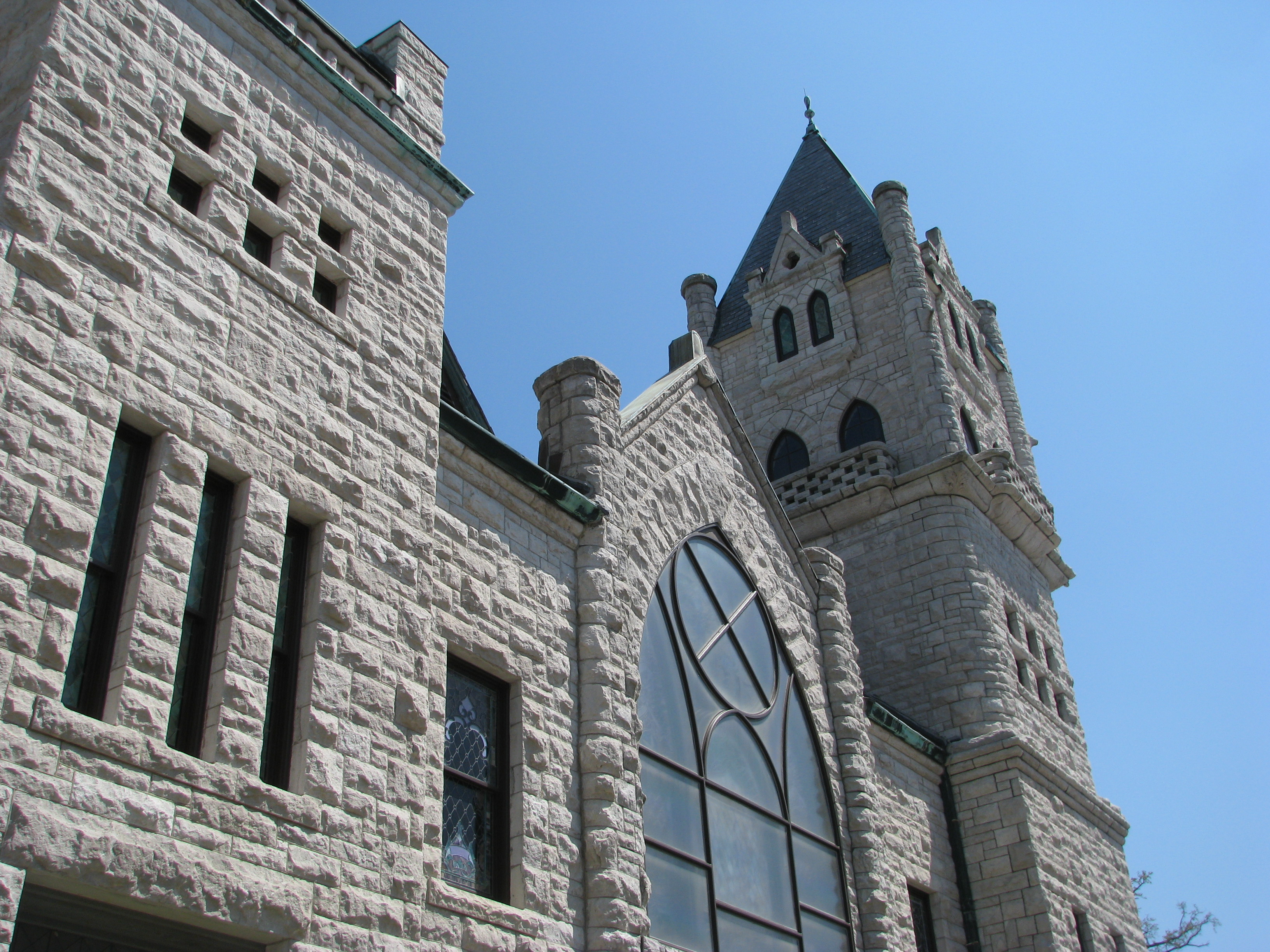
Primera Iglesia Baptista - Distrito comercial de Beaumont, Texas, actualmente Biblioteca Histórica Tyrrell. Finalizada en 1903.
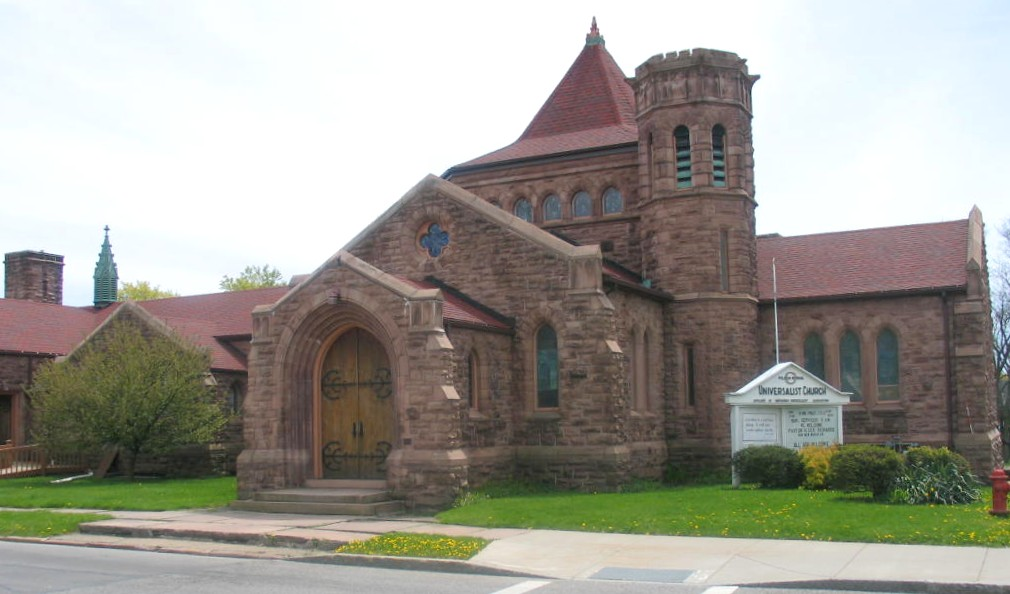
Iglesia Memorial Universalista Pullman, Albion, Nueva York. Arquitecto Solon S. Beman. Erigido en 1894.

'Edificios de viviendas
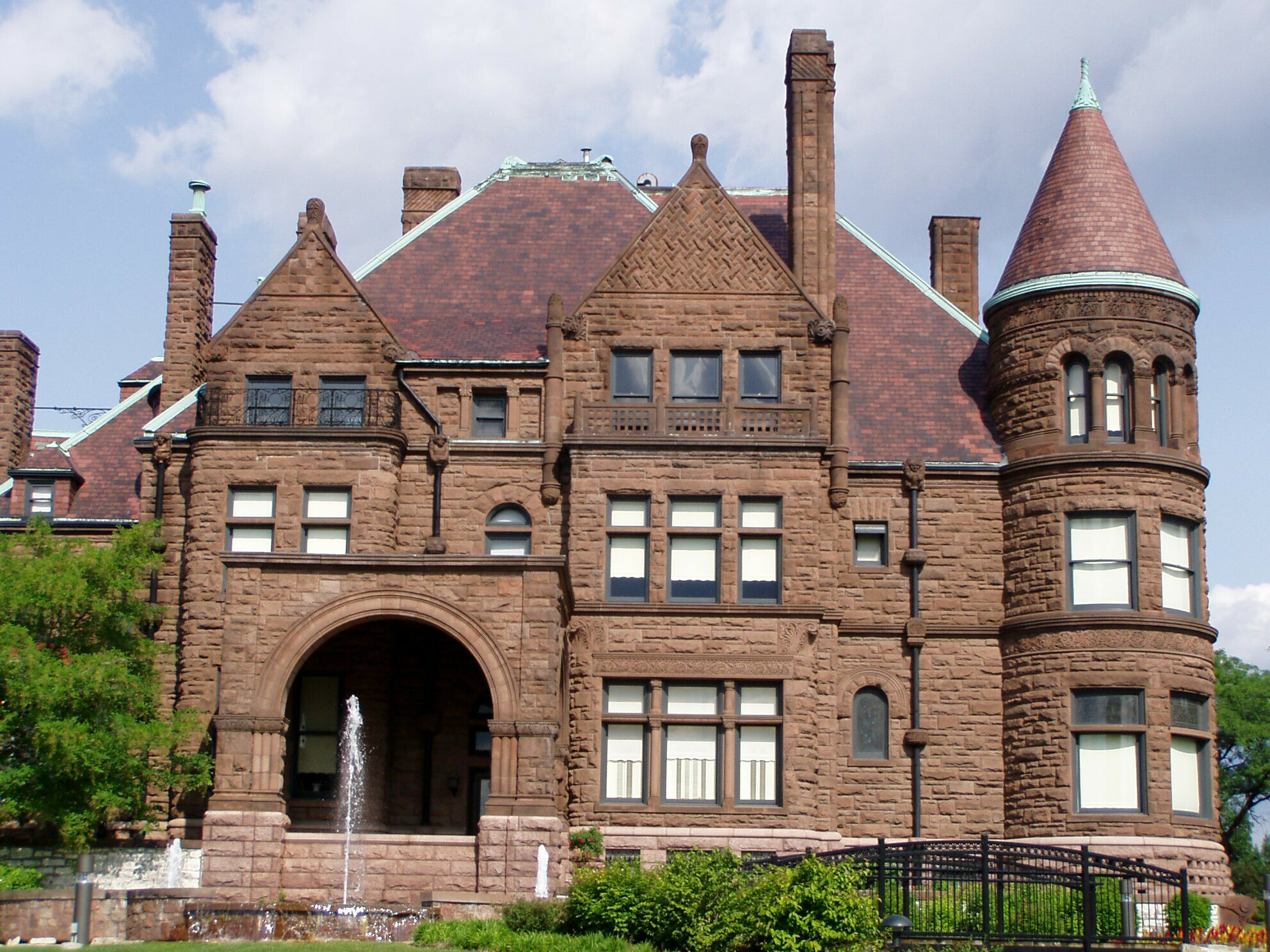
Cupples House en el campo de la Universidad de San Luis, San Luis, Misuri, 1888-1890
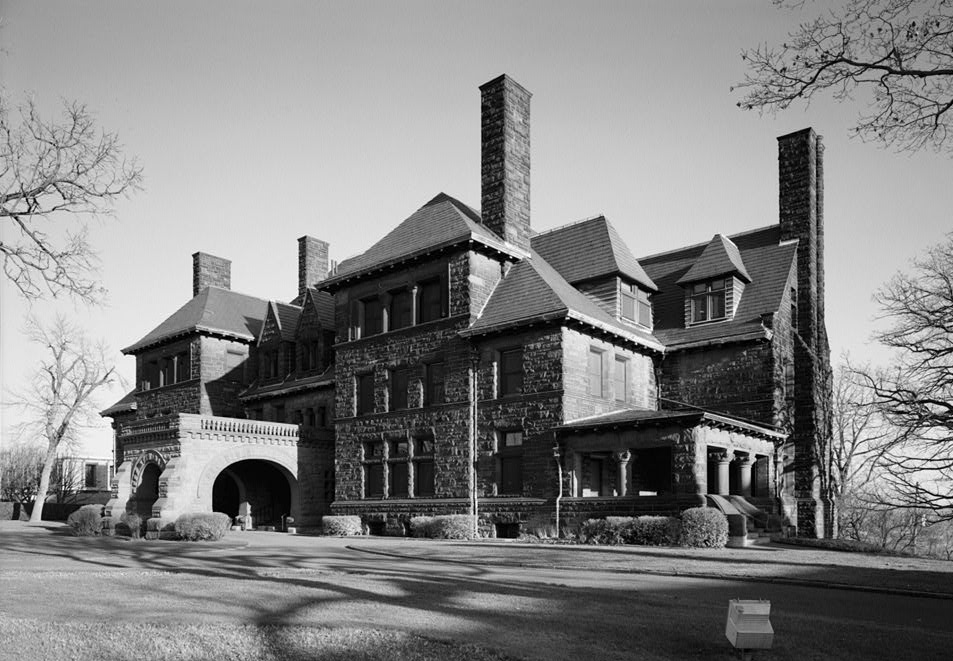
James J. Hill House 240 Summit Avenue, St. Paul, Minnesota. Arquitectos Peabody & Stearns; Mark Fitzpatrick, finalizado en 1891.